# Baalbek

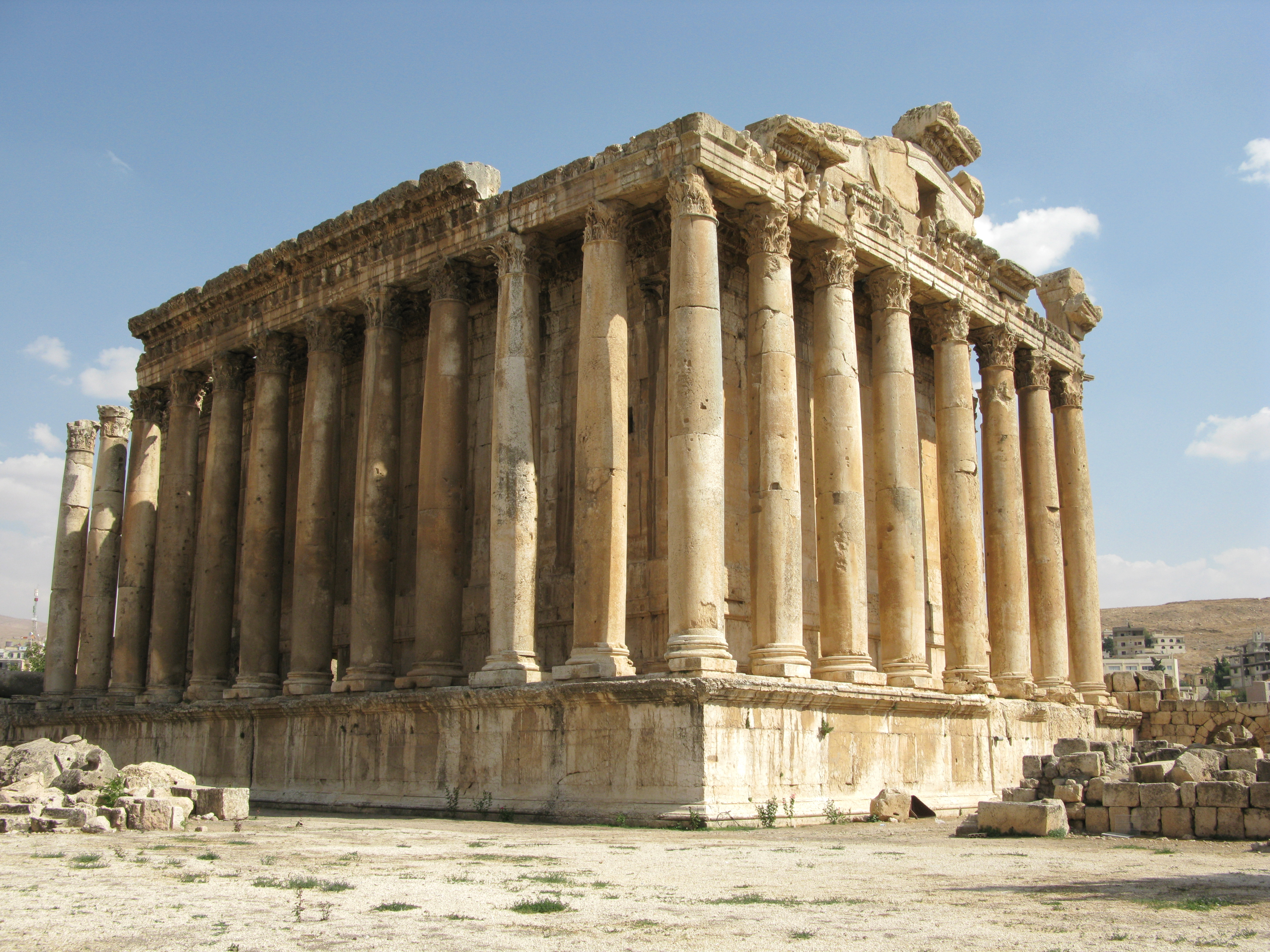
Bacchus-templom

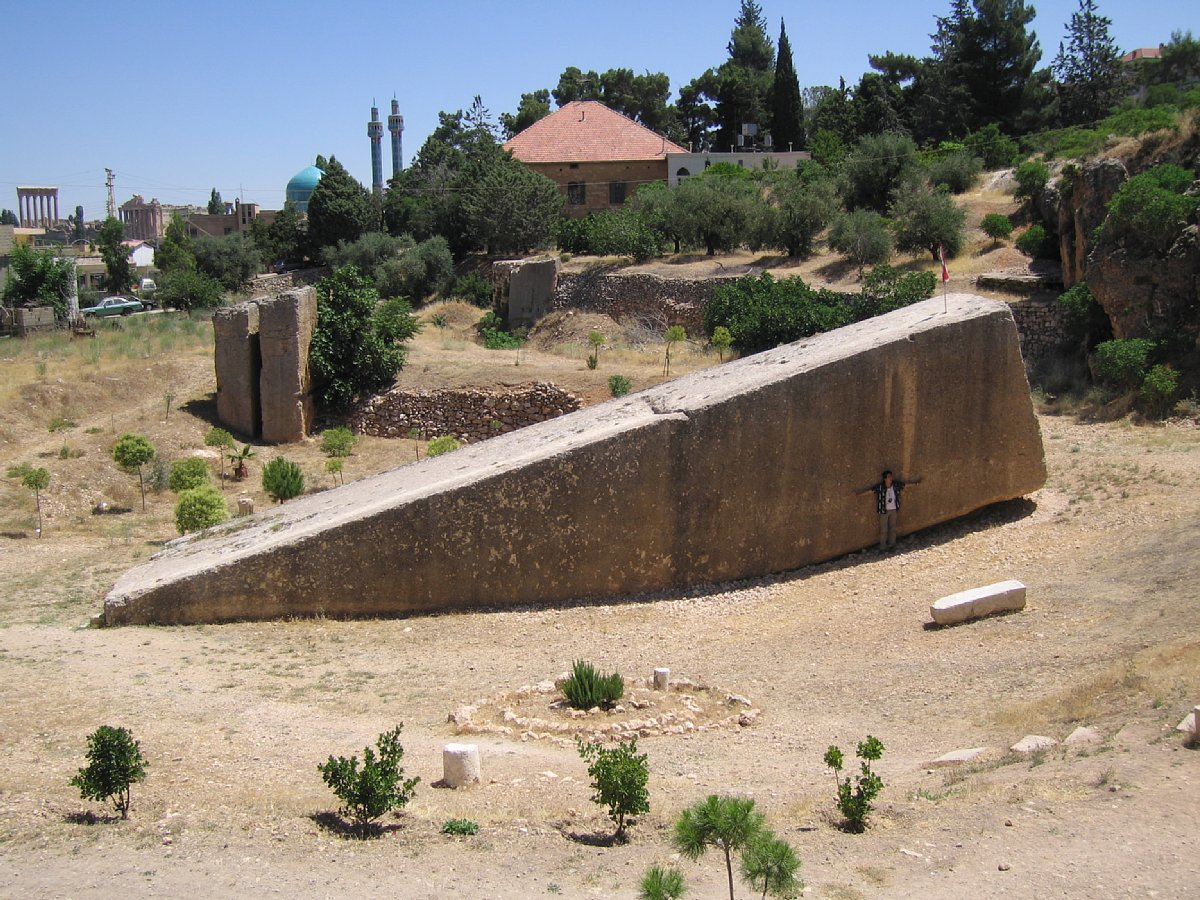
Közel a római templomhoz hatalmas méretű kőtömbök sokasága található. A világ legnagyobb kifaragott monolitjai, melyeket ember valaha készített (azaz nem több kisebb darabból lettek összeállítva). Szállításuk módja mindmáig ismeretlen

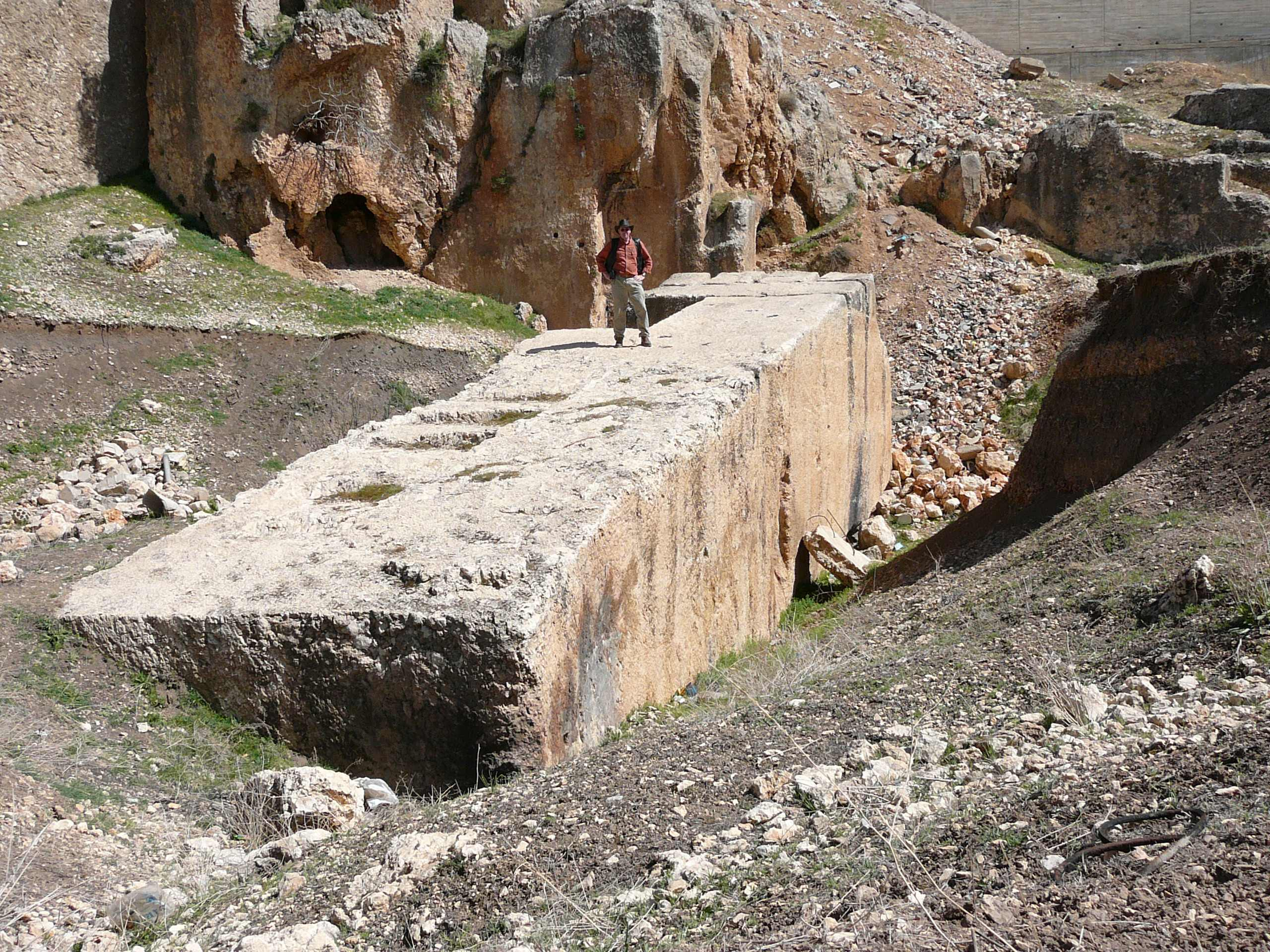
Az úgynevezett terhes nő köve. Tömege 1242 tonna. Ez ott maradt a kőfejtőben annak idején, mert az építkezés enélkül fejeződött be

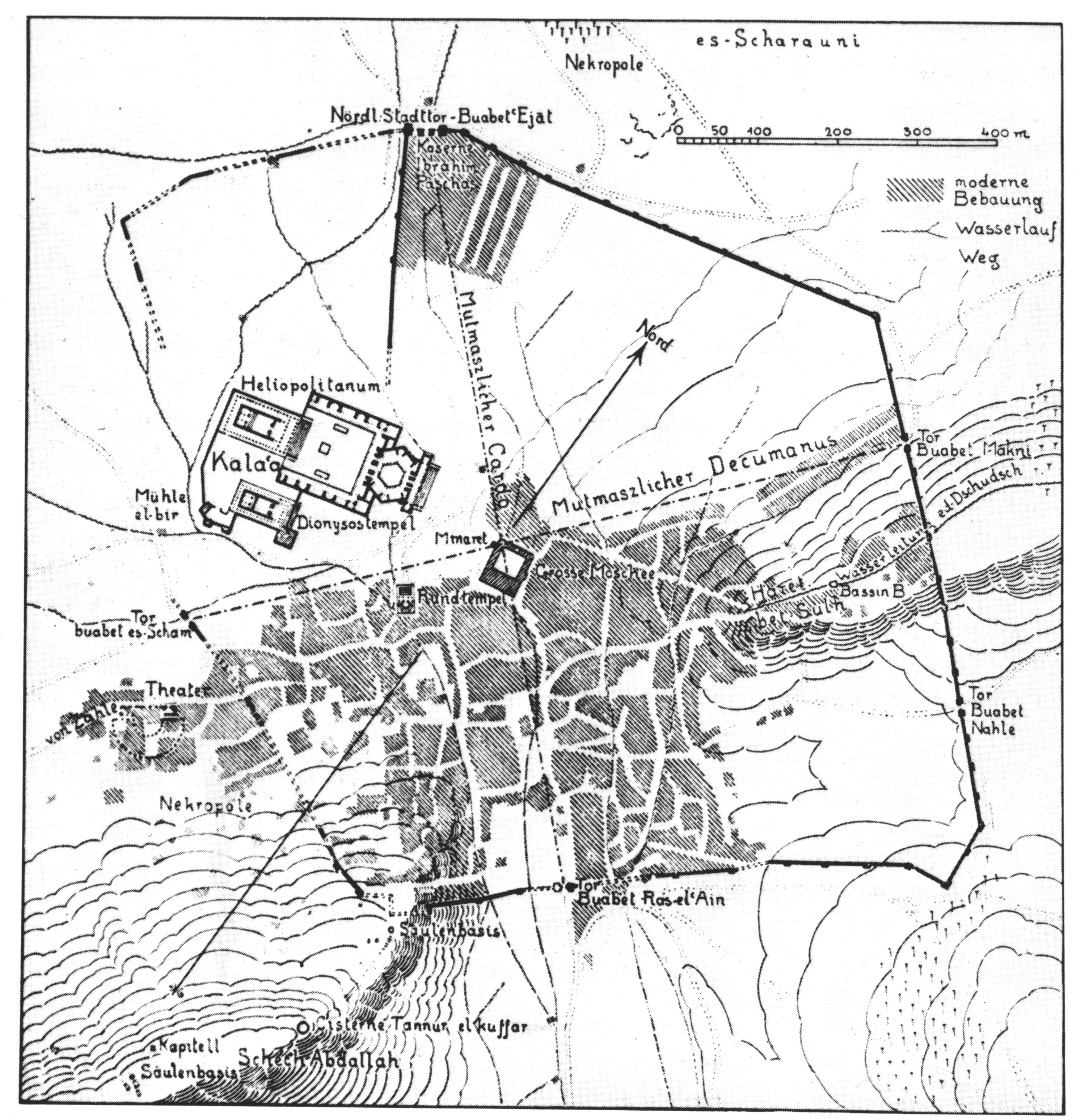
Baalbek térképvázlata

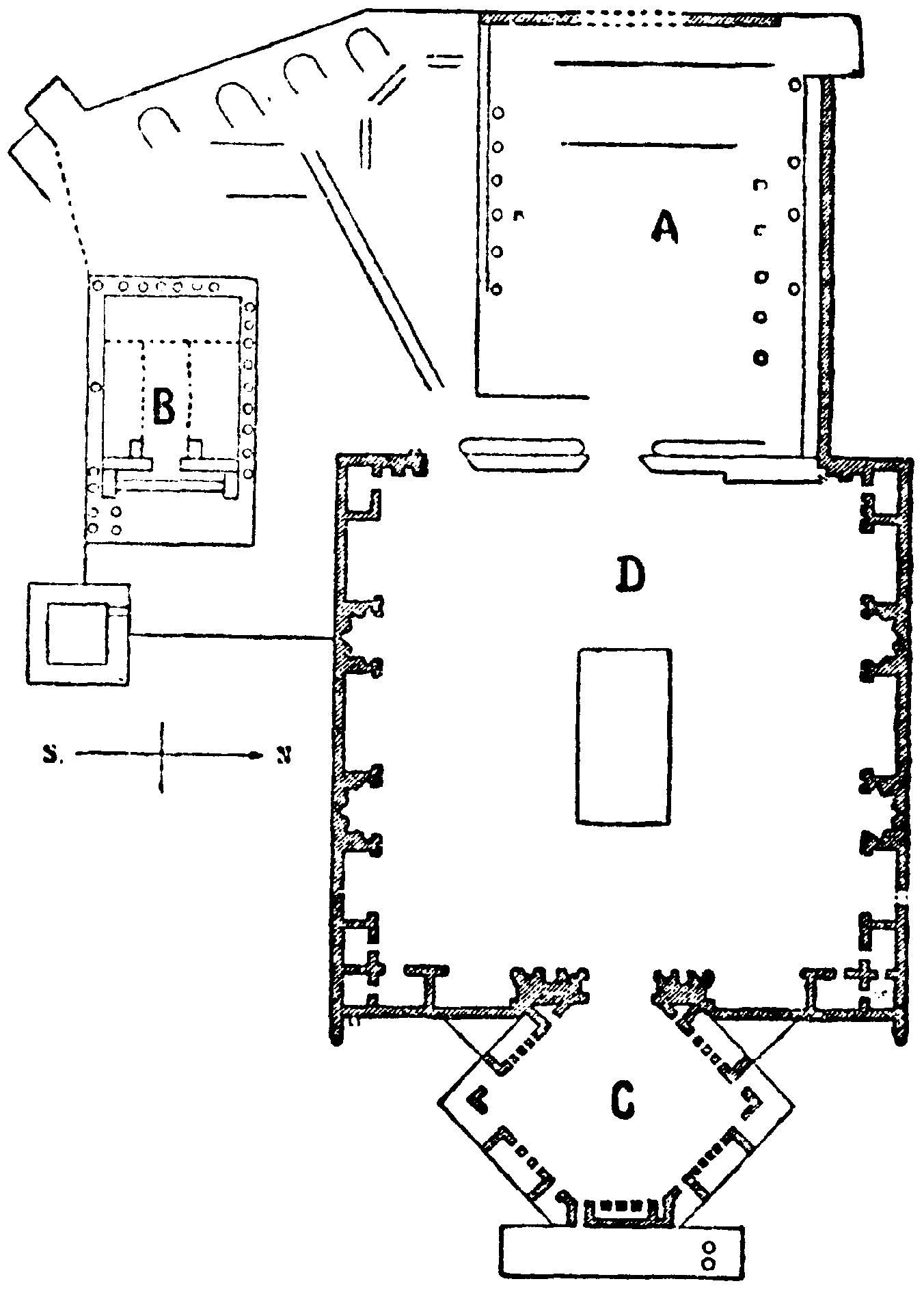
A templomok alaprajza
A: Jupiter-templom
B: Bacchus-templom
C: hatszögletű udvar
D: nagy udvar

Baalbek (arabul: بعلبك) libanoni város a Libanon és Antilibanon hegység közötti Bekaa-völgyben, 1170 m tengerszint feletti magasságban, a Litáni folyótól keletre. Híres a római korszakról ránk maradt monumentális, de finoman kidolgozott romtemplomairól, amikor Baalbek, melynek akkor Heliopolisz volt a neve, és a Római Birodalom egyik legnagyobb szakrális épületcsoportja volt. A Baalbeki Nemzetközi Fesztiválnak is ez a színhelye. Baalbek ad otthont a libanoni Vöröskereszt elsősegélyhelyének, orvosi, szociális, valamint ifjúsági központjának és mobil kórházának. A város Bejrúttól kb. 85 km-re keletre és Damaszkusztól kb. 75 km-re északra fekszik. Lakosainak száma mintegy 31 000 fő.

## Története

### Őstörténet
Baalbek története 5000 évre nyúlik vissza. A Jupiter-templom közelében végrehajtott ásatások feltárták az emberi települések nyomait a korai bronzkor folyamán (i. e. 2900–2300). A föníciaiak i. e. 2000 körül telepedtek le Baalbekben, és első templomukat Baálnak, a Napistennek szentelték, akiről a város a nevét kapta. A 19. századi bibliai archeológusok Baalbeket „Baál-Gaddal” próbálták azonosítani, melyet a Józsué könyve 11:17 említ, de ezt a hipotézist manapság elvetik. Ennek a kis föníciai városnak, melyet a „Bekaa-völgy uráról” (Baál = úr) neveztek el, nem volt elegendő gazdasági és stratégiai fontossága ahhoz, hogy az asszír vagy egyiptomi feljegyzések említést tettek volna róla. Mindenesetre fontos jóshely lehetett már a legkorábbi időkben is, és ezt a szerepet a rómaiak alatt is megtartotta.

### Heliopolisz, a Nap városa
A város a római korszakban is megőrizte vallásos funkcióját, amikor a heliopoliszi Jupiter–Baál-templom zarándokhely volt. Traianus életrajzírója feljegyezte, hogy a császár kikérte az ottani jós jövendölését. Traianus megkérdezte a heliopoliszi Jupitert, hogy a pártusok ellen vívandó háborúból élve tér-e vissza. Válaszul az isten darabokra vágott szőlővesszőt adott a császárnak. Macrobius Ambrosius Theodosius, egy 5. századi latin irodalmár is úgy említi Zeus Heliopolitanust és a templomot, hogy az isteni jóshely. Az 1. század utolsó negyedétől kezdve kétszáz éven keresztül építettek egy szakrális központot Baalbekben, amely három templomból állt: Jupiter, Bacchus és Venus templomából. Egy közeli dombon egy negyedik templom is épült, melyet Merkúrnak szenteltek.
A várost, akkori nevén Heliopoliszt (volt egy másik Héliopolisz Egyiptomban) i. e. 15-ben a Római Birodalom colonia rangra emelte, és egy légiót állomásoztatott benne. A vallási központ építése másfél évszázadon keresztül tartott, és soha nem fejezték be. A romjaiban fennmaradt templomokat Septimius Severus császár adott avatta fel, akinek érmein látható két heliopoliszi templom. A császár adta a városnak a kitüntető ius Italicum címet is. A nagy bejárati udvar építését nem fejezték be Caracalla uralkodása előtt.
A három közül a legnagyobb templomot Jupiter–Baálnak szentelték („heliopoliszi Zeusz”), akit a Nappal azonosítottak; ez volt a római birodalom legnagyobb temploma. A Jupiter-templom mellett épült fel a Venus-templom és egy Bacchusnak szentelt kisebb templom (amelyet az újkori látogatók hagyományosan „Naptemplomként” emlegettek, és megállapították, hogy ez a legjobb állapotban megmaradt római templom a világon). A Bacchus-templomot huszonkét, közel 20 m magas oszlop veszi körül.
Végeredményképpen három istenséget imádtak római köntösben: a mennydörgő Jupitert, a viharok istenét, akit Baál–Hadaddal, Venust, akit Astartéval, és Bacchust, akit az anatóliai Dionüszosszal azonosítottak.
A római épületeket korábbi romokra építették: először egy hatalmas megemelt teraszt hoztak létre, melyre a tulajdonképpeni épületeket emelték. A lejtős terep miatt szükséges volt támfalakat is építeni a plató északi, déli és nyugati oldalán. Ezek a falak nagy kőtömbökből épültek; az alsó szint minden egyes darabjának tömege körülbelül 400 tonna. A nyugati támfalnak, mely az összes közül a legmagasabb, egy második kősora is van, ezek közé építették be a híres „trilithont”: három hatalmas kőtömbből álló sort, melyek mindegyikének tömege eléri az 1000 tonnát. Egy még ennél is nagyobb, negyedik kőtömb „a dél köve” (Hajar el Gouble) vagy „a várandós nő köve” (Hajar el Hibla) felhasználatlanul a közeli kőbányában maradt. A kőtömb mérete: 21,5 m × 4,8 m × 4,2 m. Ha kivonszolnák a kőbányából, a legnagyobb kő lehetne, amit valaha is megmozgattak, nagyobb, mint a híres befejezetlen obeliszk Asszuánban.
A Jupiter-templom négy részből áll. A bejárata az impozáns propülaia: díszes kapu, melyhez 45 m széles lépcsőn lehet feljutni, és két oldalán torony állott, a hatszögletű udvar, a 134 × 112 m méretű nagy udvar az áldozati oltárral és végül a tulajdonképpeni Jupiter-templom. A templom 88 × 48 m méretű, hatalmas kváderkövekből rakott téglalap alakú emelvényen állt. 54 hatalmas oszlop vette körül; mára a templomból az alapján kívül mindössze hat korinthoszi oszlop maradt állva, további nyolcat Justinianus parancsára szétbontottak, és hajón a Hagia Szophia templomba szállítottak. A még ép oszlopfőkön kőtartók fekszenek, melyeken koszorúkkal összefűzött oroszlán- és bikafejekkel díszített fríz van. A templom a környező terasznál 13 m-rel magasabban, a nagy udvar szintjénél pedig 7 m-rel magasabban fekszik. A templomhoz újabb monumentális lépcsősor vezet.
A 69 × 36 m-es Bacchus-templom a Jupiter templommal párhuzamosan helyezkedik el egy szinttel lejjebb. Ez a templom maradt fönn a legjobb állapotban, a falai majdnem épségben állnak, csak a teteje omlott be; a templom belsejében ma hangversenyeket is rendeznek. A templomot Antonius Pius építtette, és gazdag faragványokkal díszíttette.
A Venus-templom kissé távolabb áll, kis kör alaprajzú templom, melyet Septimus Severus parancsára építettek.
Jupiter–Baált a helybeliek érmeken szakáll nélküli istennek ábrázolták, hosszú pikkelyes leplekbe öltözve, jobb kezében ostort, bal kezében villámokat és búzakalászt tartva. Két bika kíséri. Tisztelete a 3. és 4. században érte el Európát. A heliopoliszi Zeusz bronzszobrocskáját a spanyolországi Tortosában is megtalálták, egy másik pedig a föníciai Bübloszban került elő.
A soron következő császárok mind hozzájárultak a Jupiter-templomcsoport gazdagításához. Nero (54–68) építtette a Jupiter-templommal szemben felállított toronyoltárt. Traianus udvart építtetett a Jupiter-templom elé az egyiptomi Asszuánban bányászott rózsaszín márvány portikusszal. Antonius Pius építtette a Bacchus-templomot, ami azért maradt a legépebben az összes rom közül, mert a többi épület törmeléke megvédte a további pusztulástól. A Bacchus-templom gazdagon díszített szobrokkal és domborművekkel. Septimius Severus rendeletére épült fel az ötszögletű Venus-templom. A keresztény szerzők egymással versengve háborogtak a Venus-kultuszon. Caesareai Eusebius például azt állítja, hogy „férfiak és nők versenyeznek egymással szégyentelen istennőjük tiszteletében, férjek és apák feleségüknek és lányaiknak megengedik, hogy nyilvánosan prostituálják magukat, hogy Astarténak kedvébe járjanak.” Philippus Arabs (244–249) volt az utolsó, aki hozzájárult Heliopolisz építéséhez a hatszögletű udvar révén. Amikor befejezte, Heliopolisz és az itáliai Praeneste lett a nyugati világ két legnagyobb szakrális építménye.
A heliopoliszi Aphrodite kultusz extrém szabadosságát gyakran ostorozták a keresztény írók, és I., Nagy Konstantin, hogy lefékezze a Venus-kultuszt, egy bazilikát épített a templomcsoportnál. I. Theodosius egy másikat is felépített nyugati apszissal a Jupiter-templom nagy udvarának kellős közepére, az akkori keresztény gyakorlatnak megfelelően. A bazilika falaihoz felhasznált hatalmas kváderköveket a pogány templomból termelték ki. Mára semmi sem maradt fenn Theodosius bazilikájából.

### Korai iszlám korszak
673-ban a muszlim hadsereg Abu Ubaida ibn al-Jarrah vezetésével elfoglalta Baalbeket, miután megverte a bizánci sereget a jarmúki csatában. Baalbek ebben az időben még dúsgazdag város volt, és gazdag prédának ígérkezett. A különböző szíriai dinasztiák marakodtak érte, majd először a damaszkuszi, majd az egyiptomi kalifa. A helységet megerősítették és al-Qala‘-nak (= erőd) nevezték el, de 748-ban ismét kirabolták, és vérfürdőt rendeztek benne. I. János bizánci császár 975-ben ismét kifosztotta Baalbeket. 1090-ben átengedte a szeldzsukoknak és 1134-ben Zenginek, de 1145 után visszakerül Damaszkuszhoz, majd Szaladin foglalta el 1175-ben. A keresztesek többször megtámadták a völgyet, de sohasem tudták elfoglalni a várost. A várost és környékét háromszor rázta meg földrengés a 12. században, és 1260-ban lebontották. De újjáéledt, és a legtöbb szép mecsete és az erődítés architektúrája fennmaradt, Kaláún szultán uralma alá került 1282-ben és a következő évszázadban, amikor Abu l-Fidá arab történész és geográfus nagyon erős helységnek írja le. 1400-ban Timur Lenk fosztja ki.

### Az oszmán korszak
1517-ben Baalbek Szíria többi részével együtt az Oszmán birodalomhoz került. Az oszmán fennhatóság azonban csak névleges volt Libanonban. 1759-ben erős földrengést szenvedett a város, amely a Metawali síita közösség ellenőrzése alá került, amely megvédte a többi libanoni törzstől. A kolosszális és festői romok megragadták a különösen merész nyugati utazók fantáziáját, akik a 18. századtól kezdtek feltűnni. Robert Wood angol grafikus Dawsonnal együtt nem volt egyszerű turista: gondosan lemért metszeteket készített a The Ruins of Baalbeck (Baalbek romjai, 1575) számára, melyek kitűnő új részletekkel szolgáltak a korinthoszi oszlopokhoz, amelyeket az európai neoklasszicista építészek saját terveikben is felhasználtak.
Még a lázadó akkói kormányzó, Jezzar pasa után (aki megtörte a Metawali hatalmát a 18. század második felében) sem merték az utazók Baalbeket meglátogatni fegyveres kíséret nélkül. Az 1804-es halálát követő anarchiának csak az 1832-es egyiptomi megszállás vetett véget. Az 1840-es londoni egyezmény Baalbek oszmánná vált, és körülbelül 1864-től megindult a tömeges turizmus. 1898-ban II. Vilmos német császár jeruzsálemi útján Baalbeket érintve egyaránt megdöbbent a romok fenségességén és a sivár környezeten. Egy hónapon belül német archeológusok csoportját rendelte a helyszínre. A régészek részletesen leírt és illusztrált köteteket tettek közzé kutatásaikról.

### Világörökségi helyszín
„Baalbek hatalmas építményeivel a hanyatló Római Birodalom építészetének legszebb példájának egyike”, jelentette ki az UNESCO, amikor 1984-ben felvette Baalbeket a világörökségi listára. Amikor a bizottság leírta a helyszínt, kifejezte óhaját, hogy világörökségi védelem alá kerüljön az arab falakon belüli teljes város, a falakon kívül fekvő délnyugati városrész, a római romok és Ras-al-Ain mamelok mecsetje is. A bizottsághoz rendelt libanoni képviselők biztosították, hogy ezeket a kívánságokat betartják.

## Képek

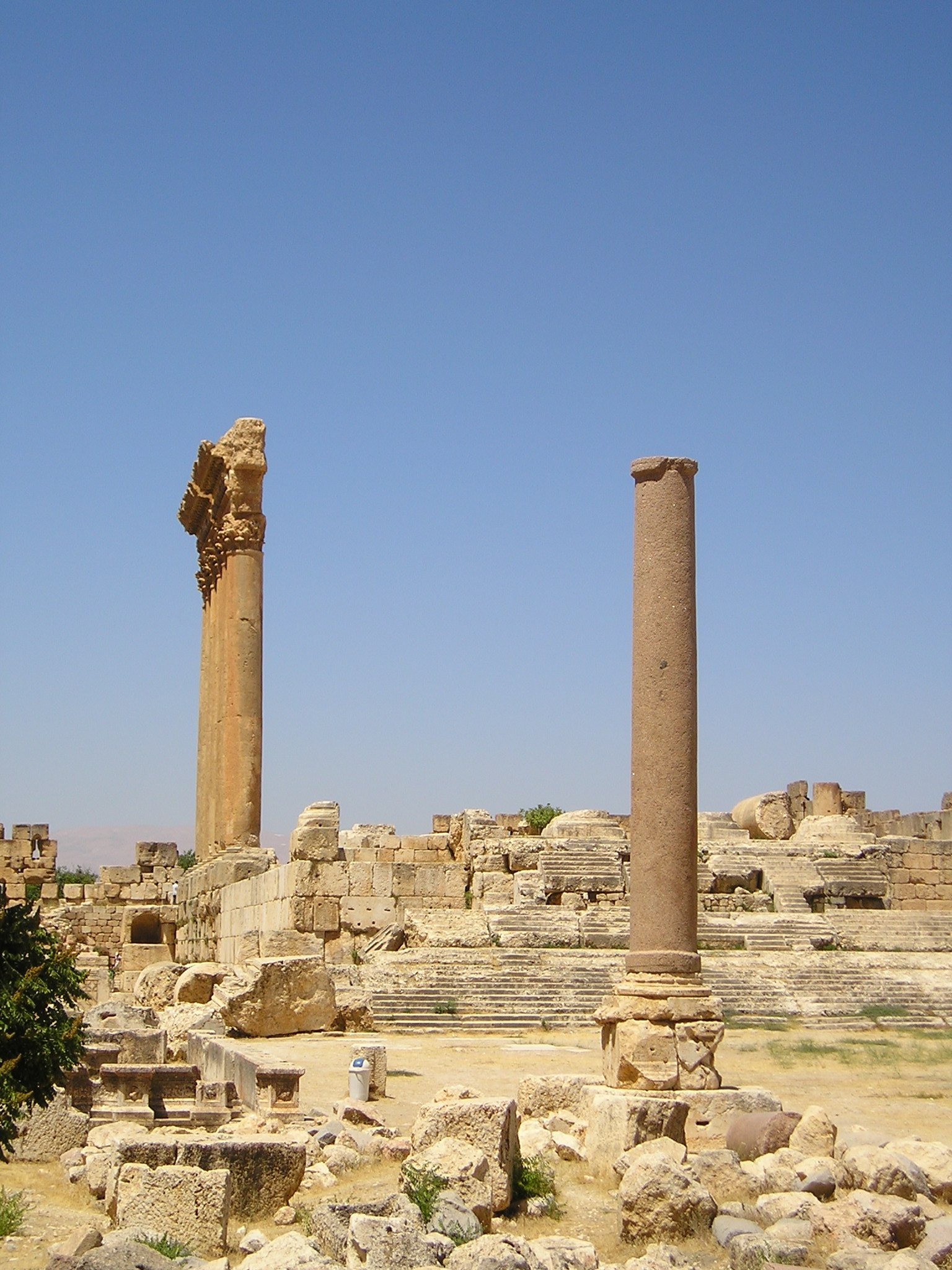
Jupiter-templom a nagy udvar felől
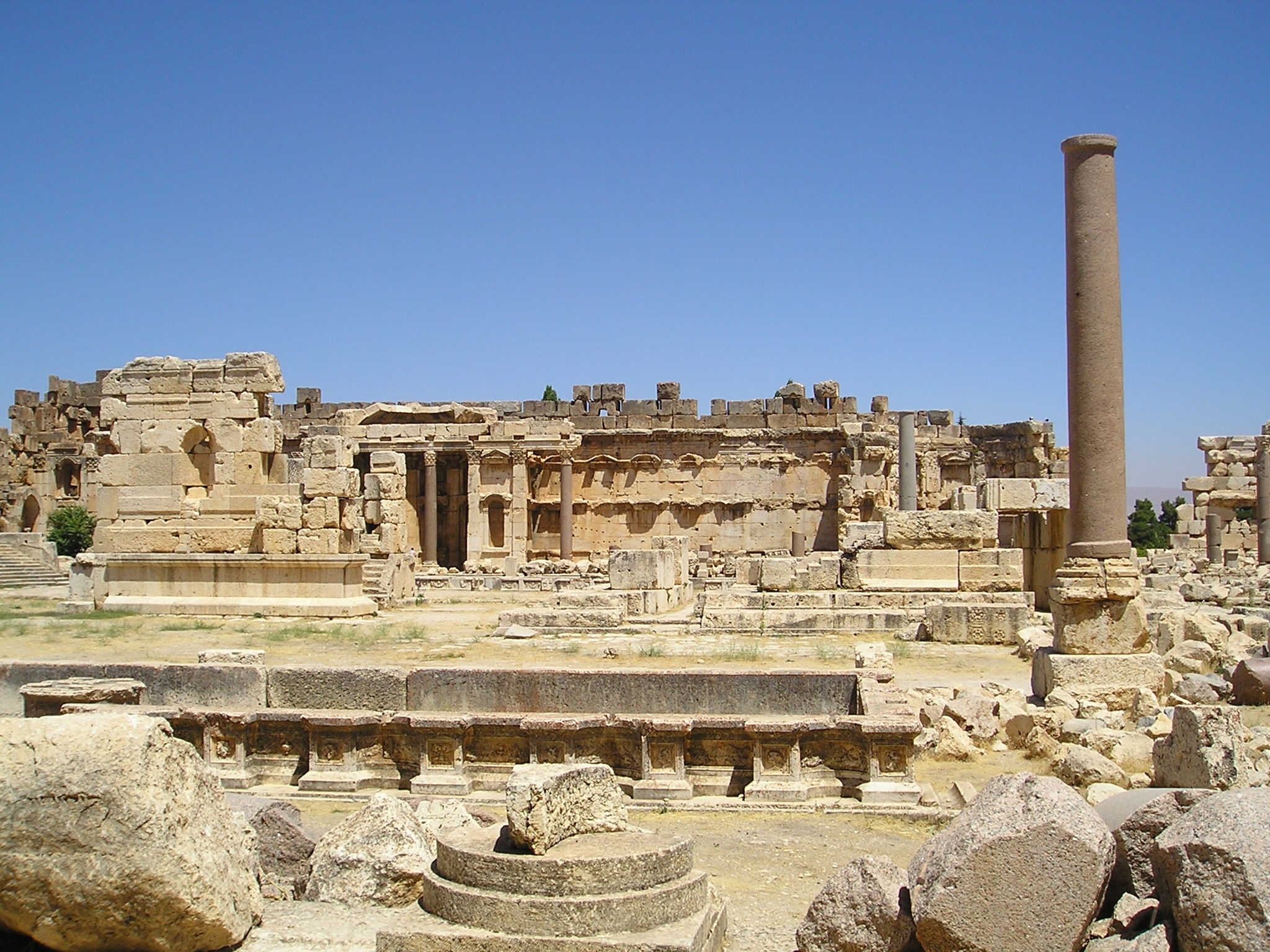
Nagy udvar
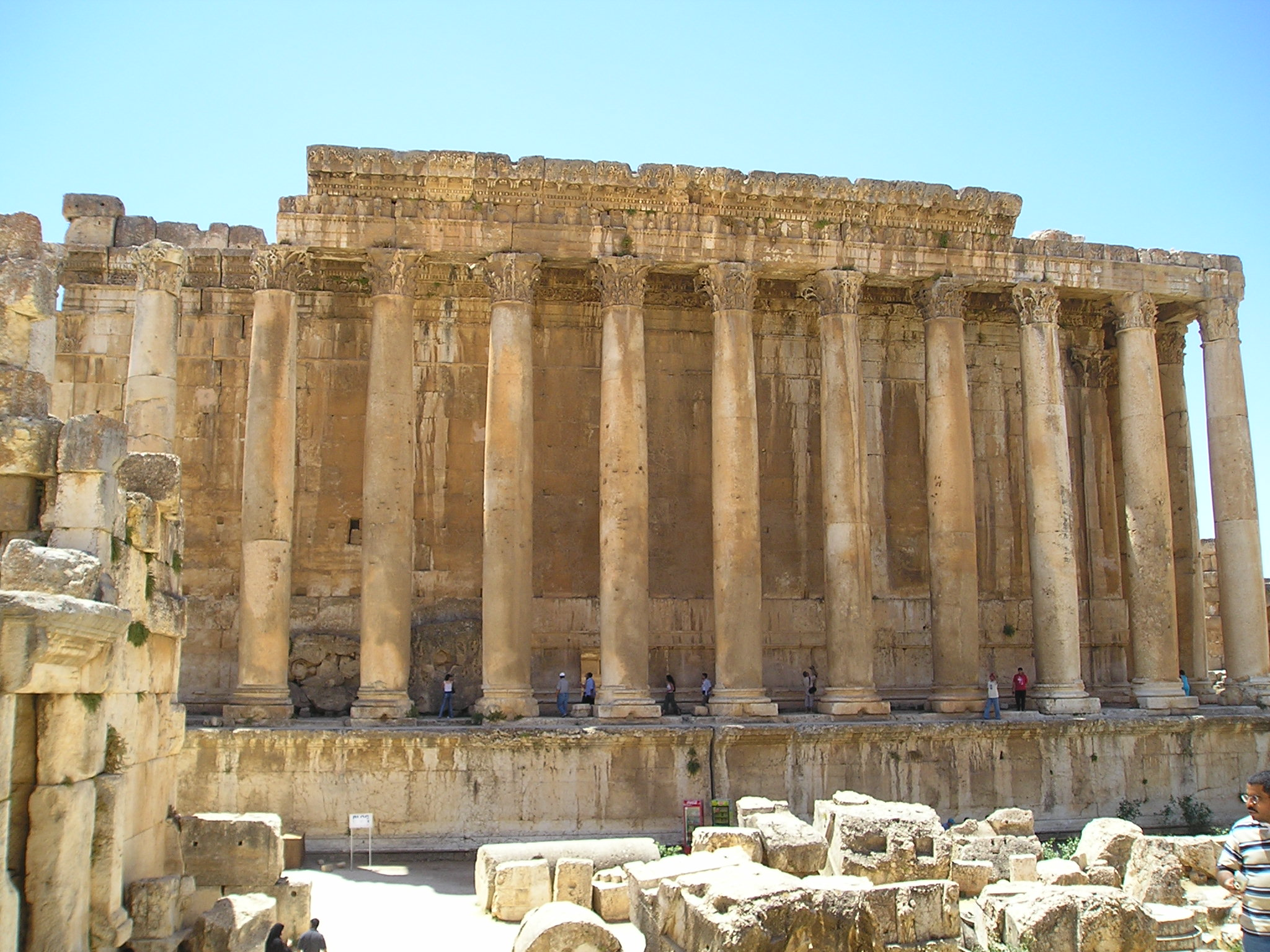
Bacchus-templom
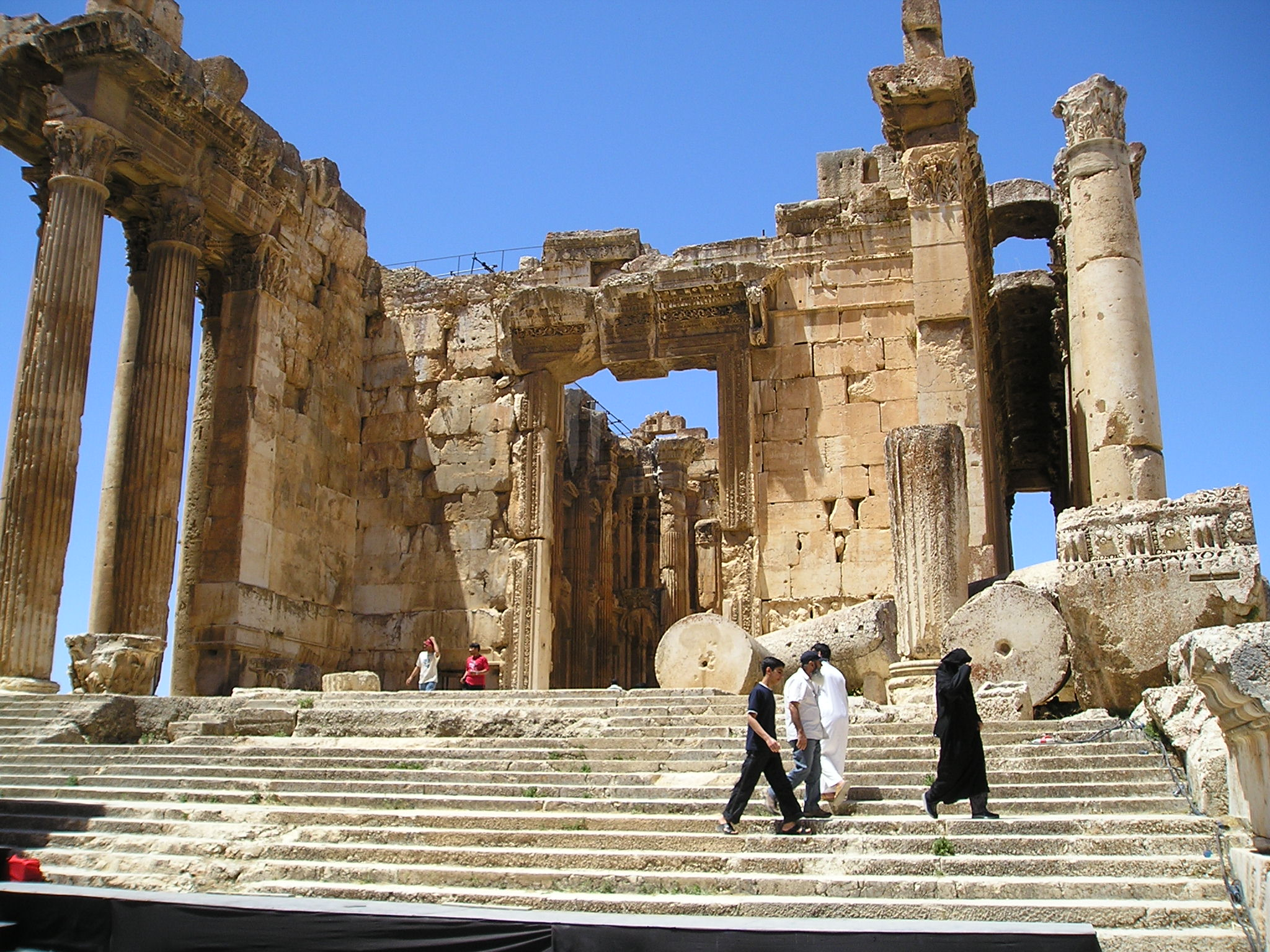
Bejárat a Bacchus-templomba
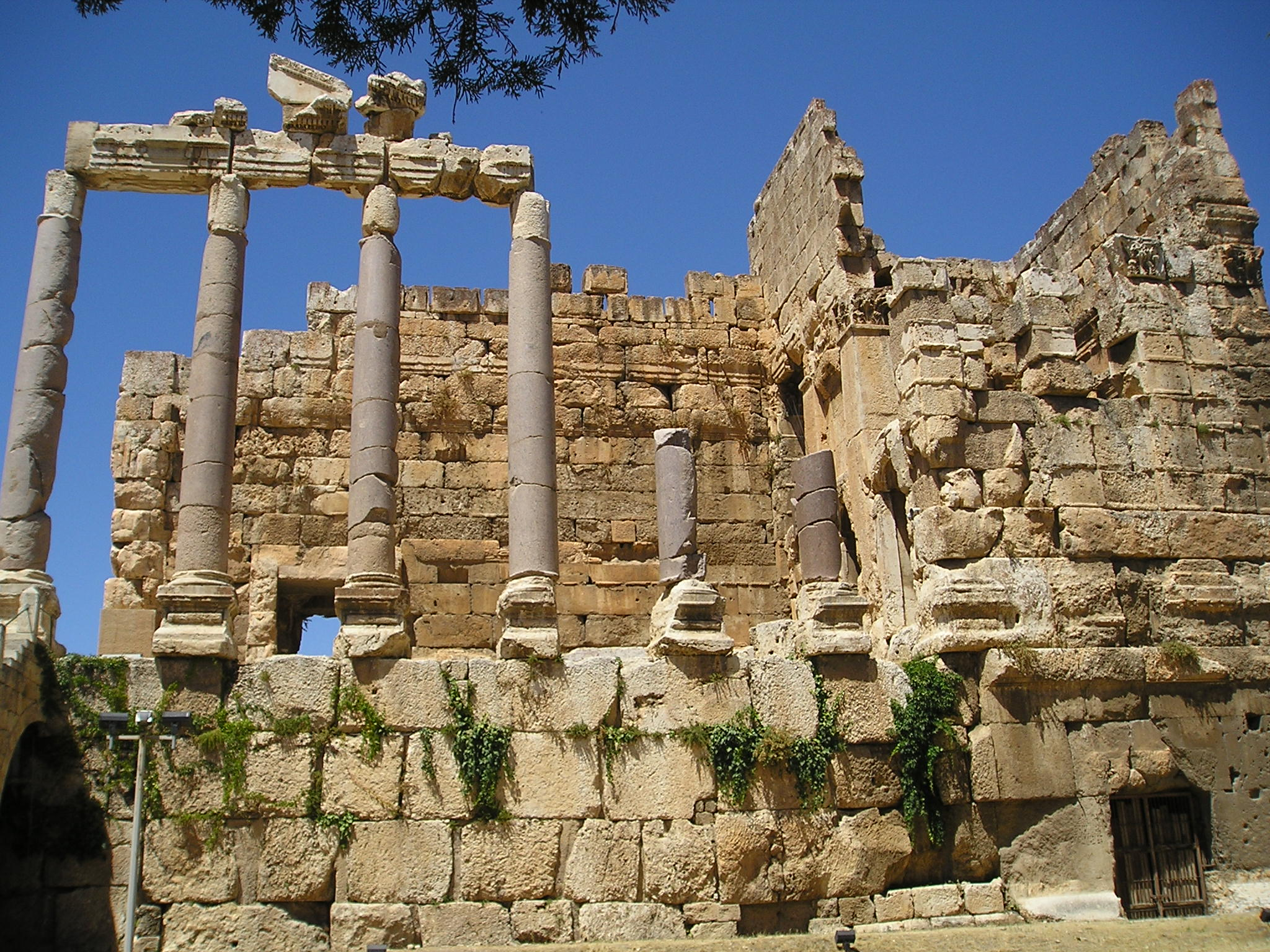
Propileum
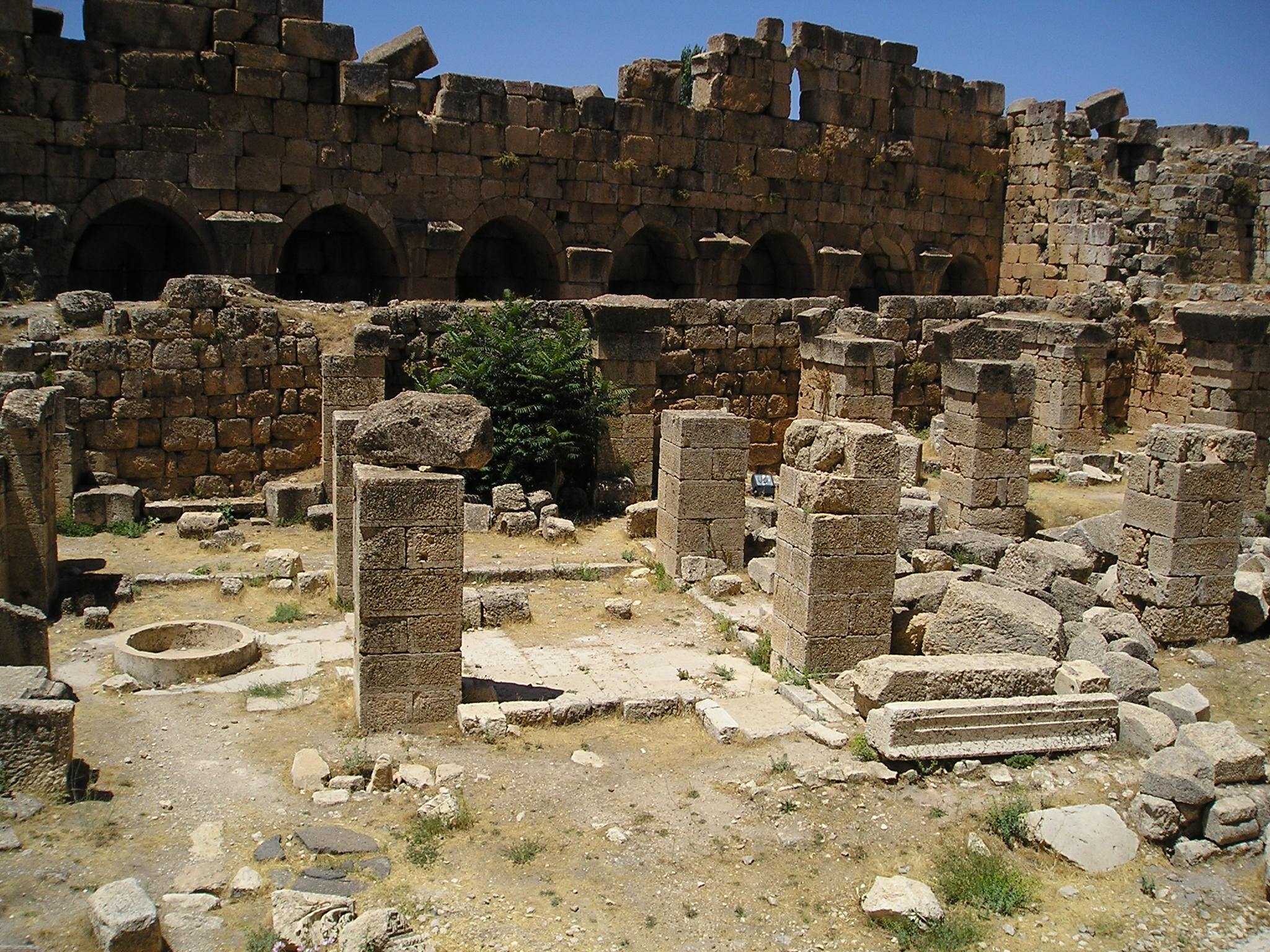
A rommecset pillérei
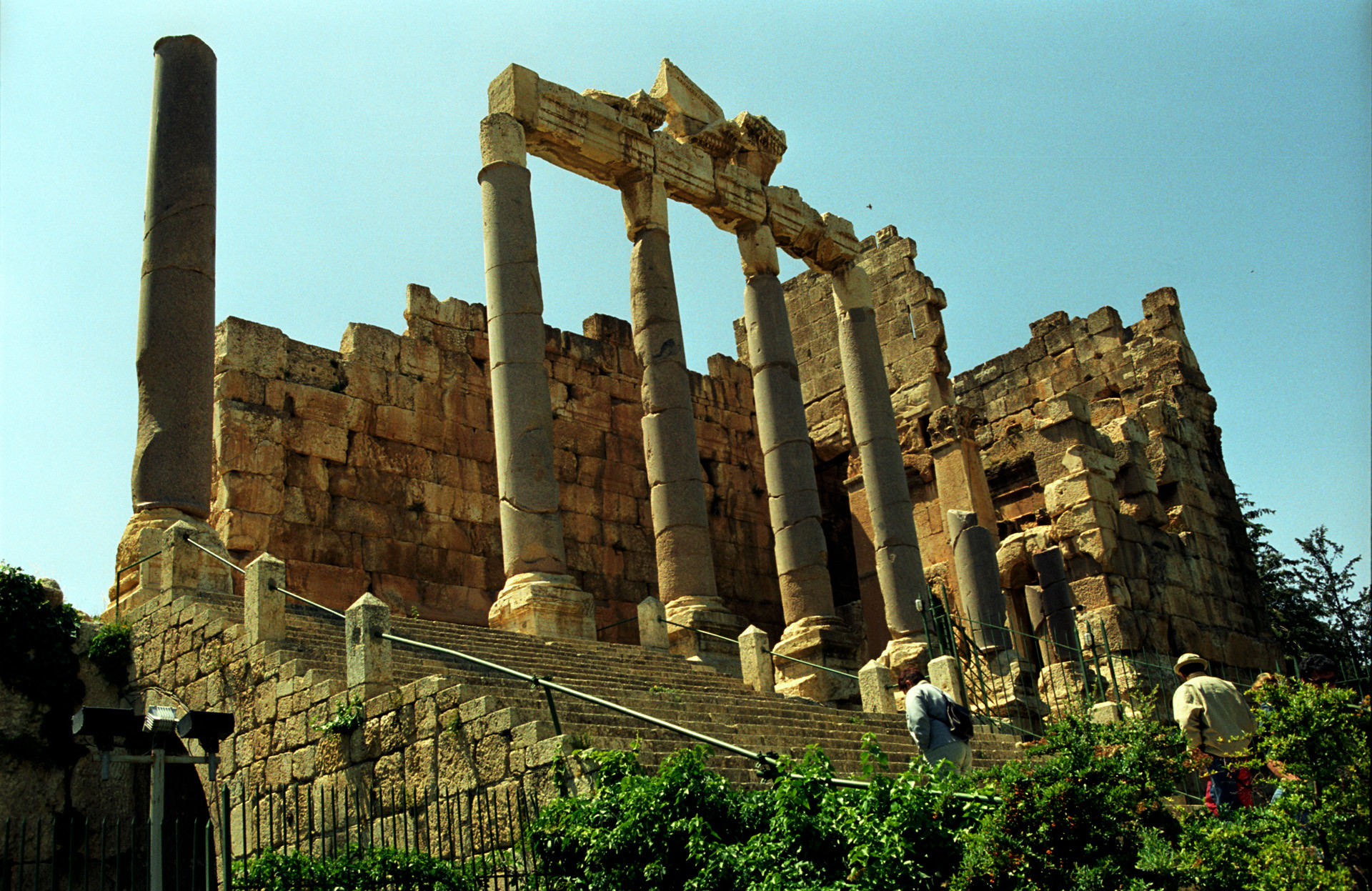
Jupiter-templom, propileum
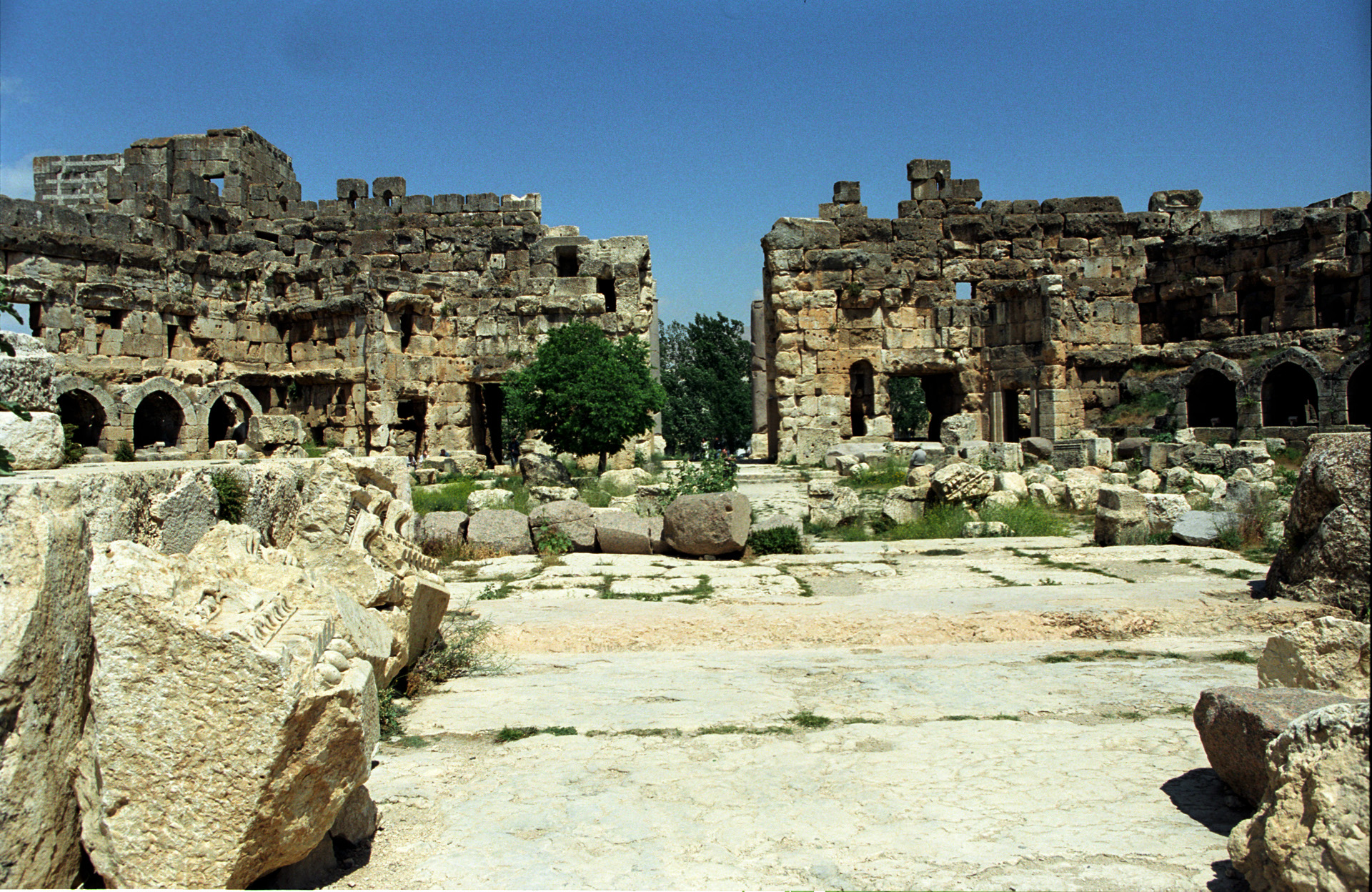
Jupiter-templom, hatszögletű udvar
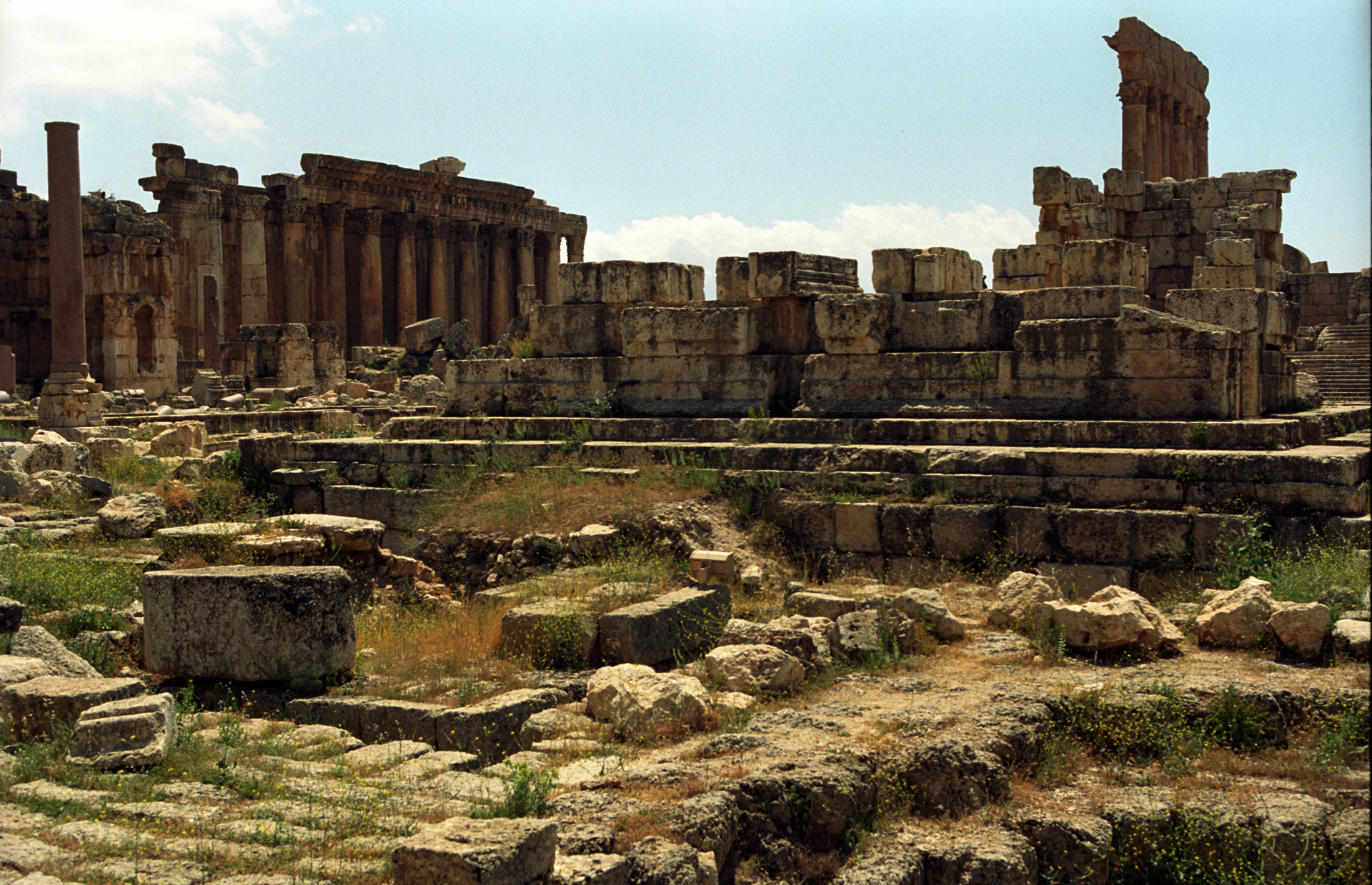
Jupiter-templom, nagy udvar az áldozati oltárral
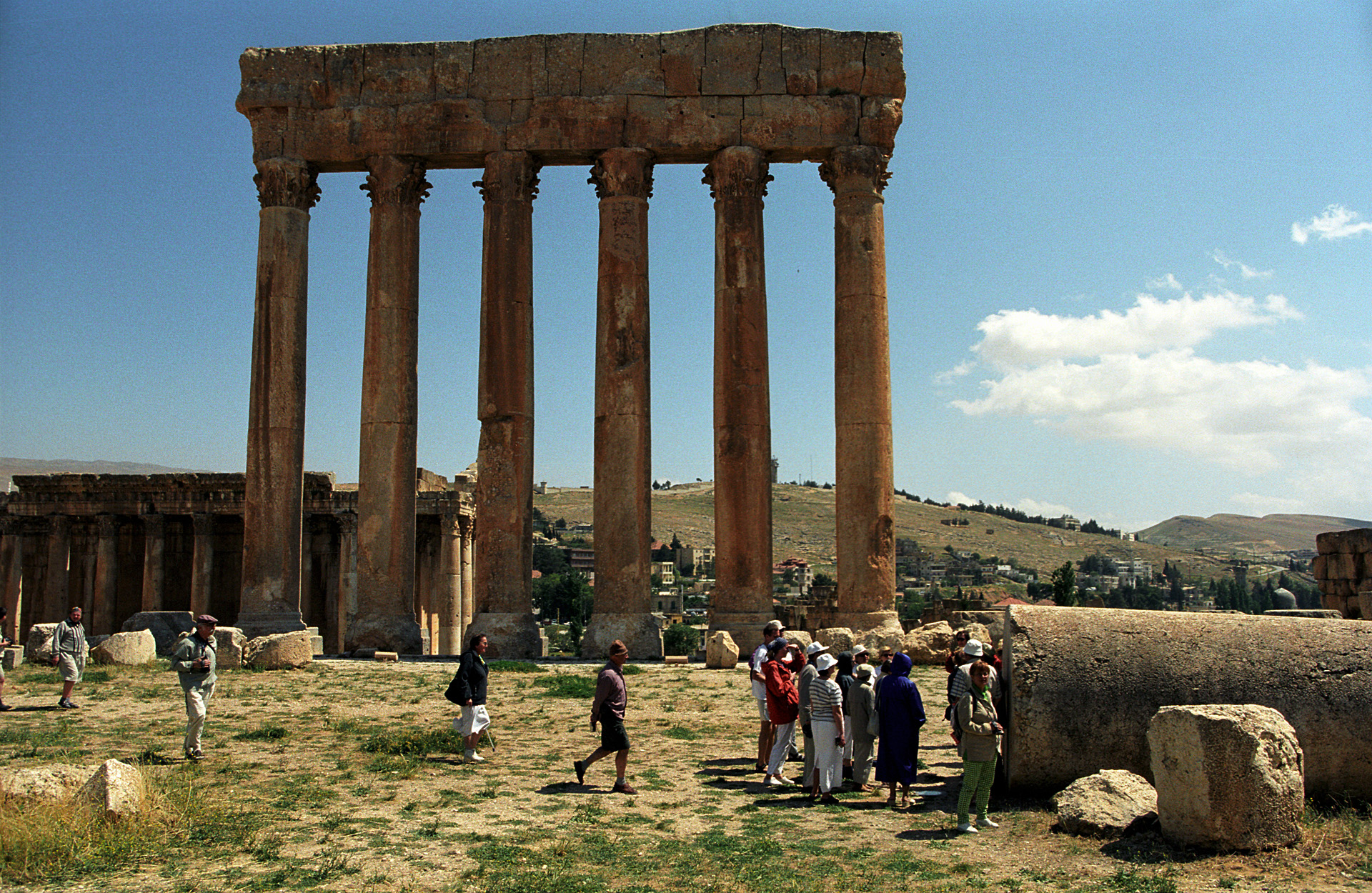
Jupiter-templom, a 22 m magas oszlopok
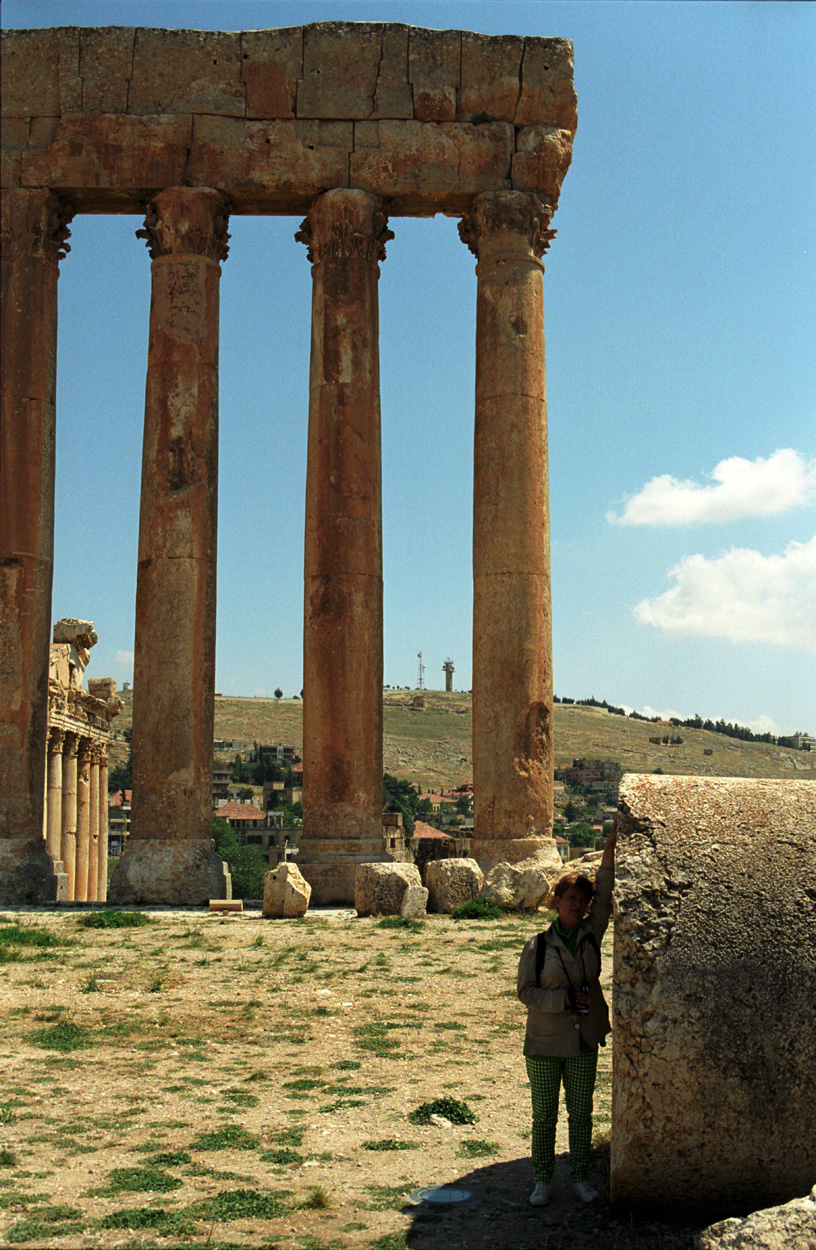
Az oszlop átmérője több mint 2 méter
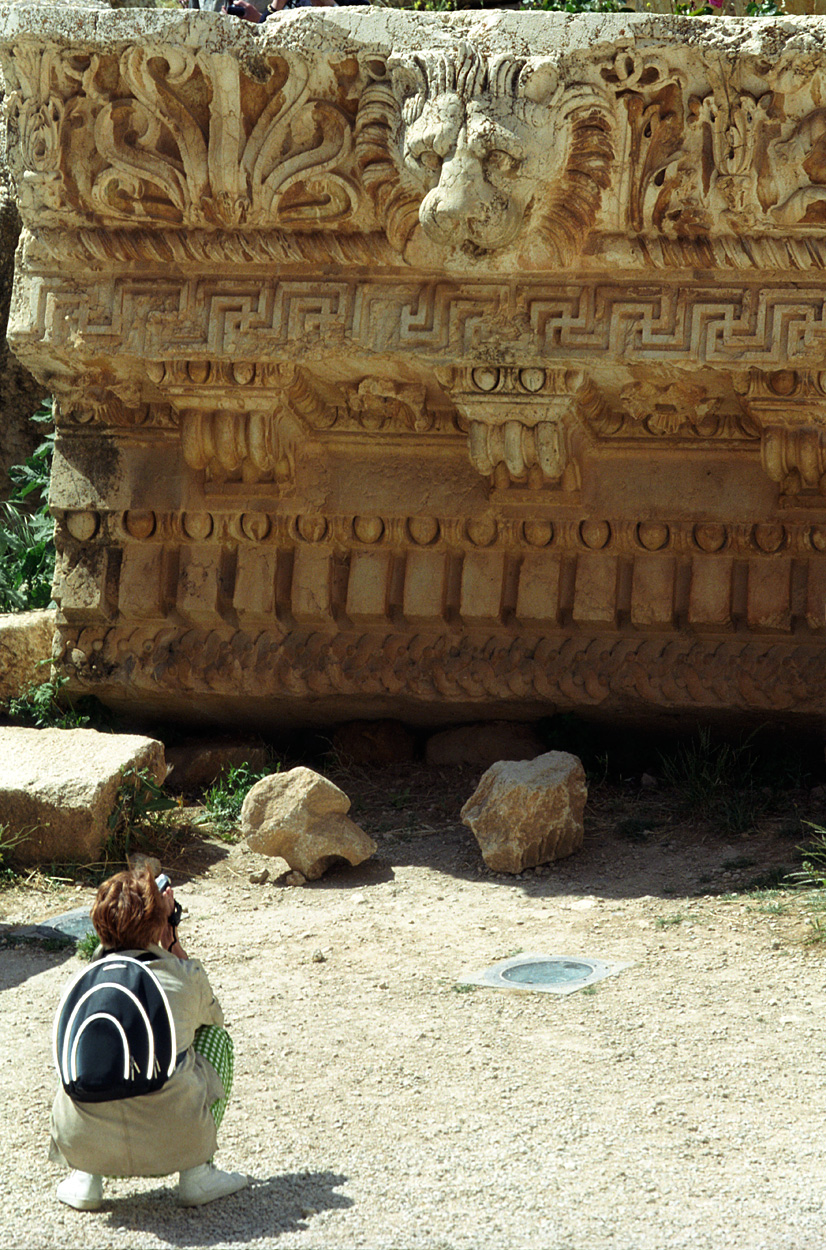
Oroszlánfős fríz
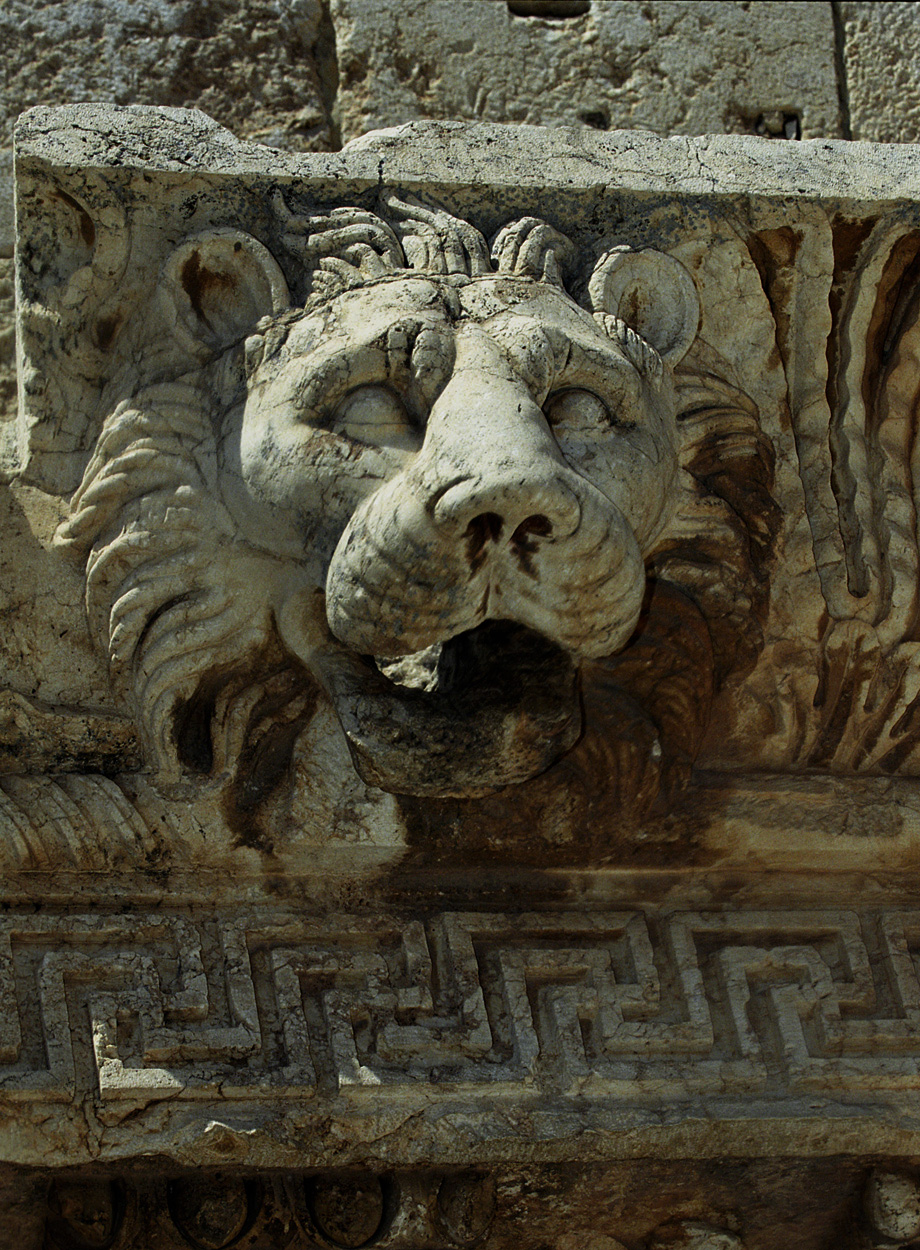
Oroszlánfő – Baalbek szimbóluma
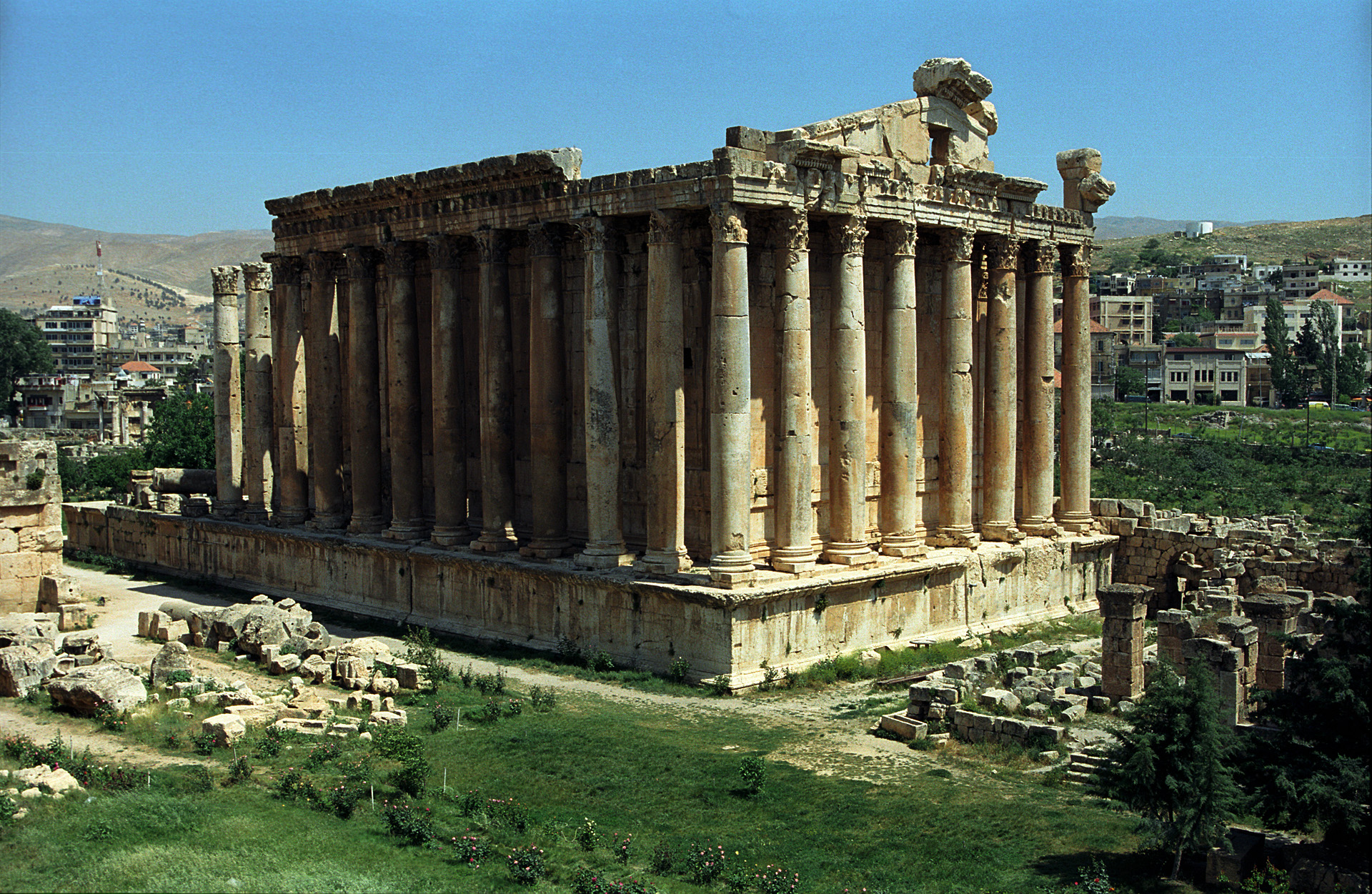
Bacchus-templom vagy „kis templom”
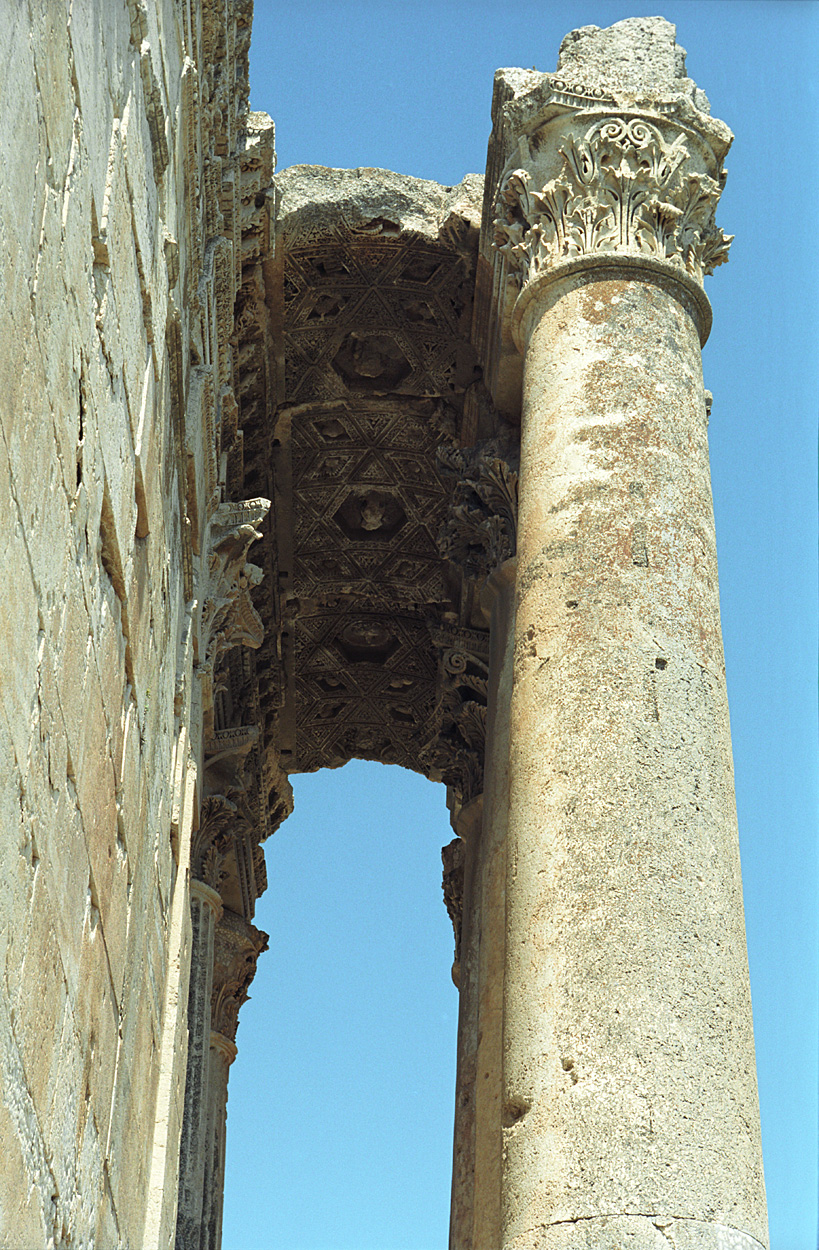
Bacchus-templom: külső oszlopok és a födém megmaradt részei
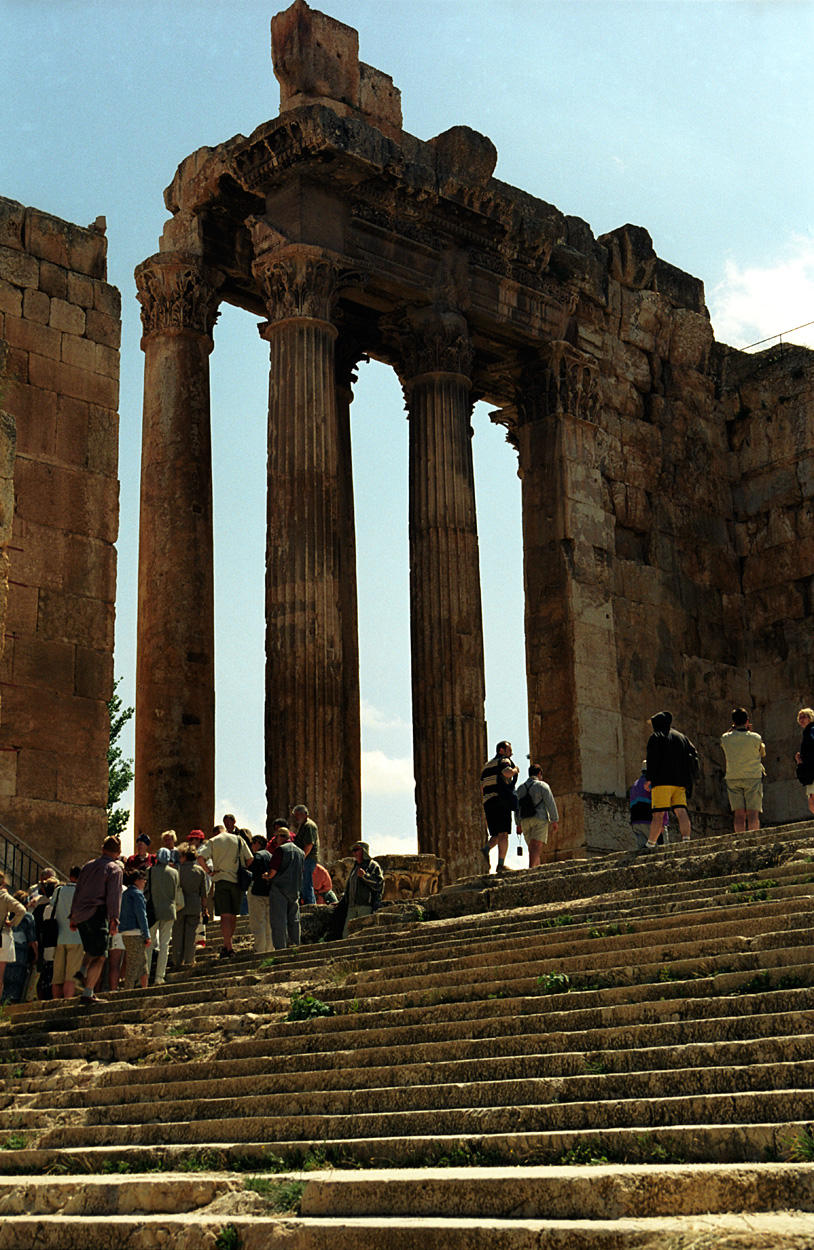
Bacchus-templom: harminchárom lépcső vezet a templomba
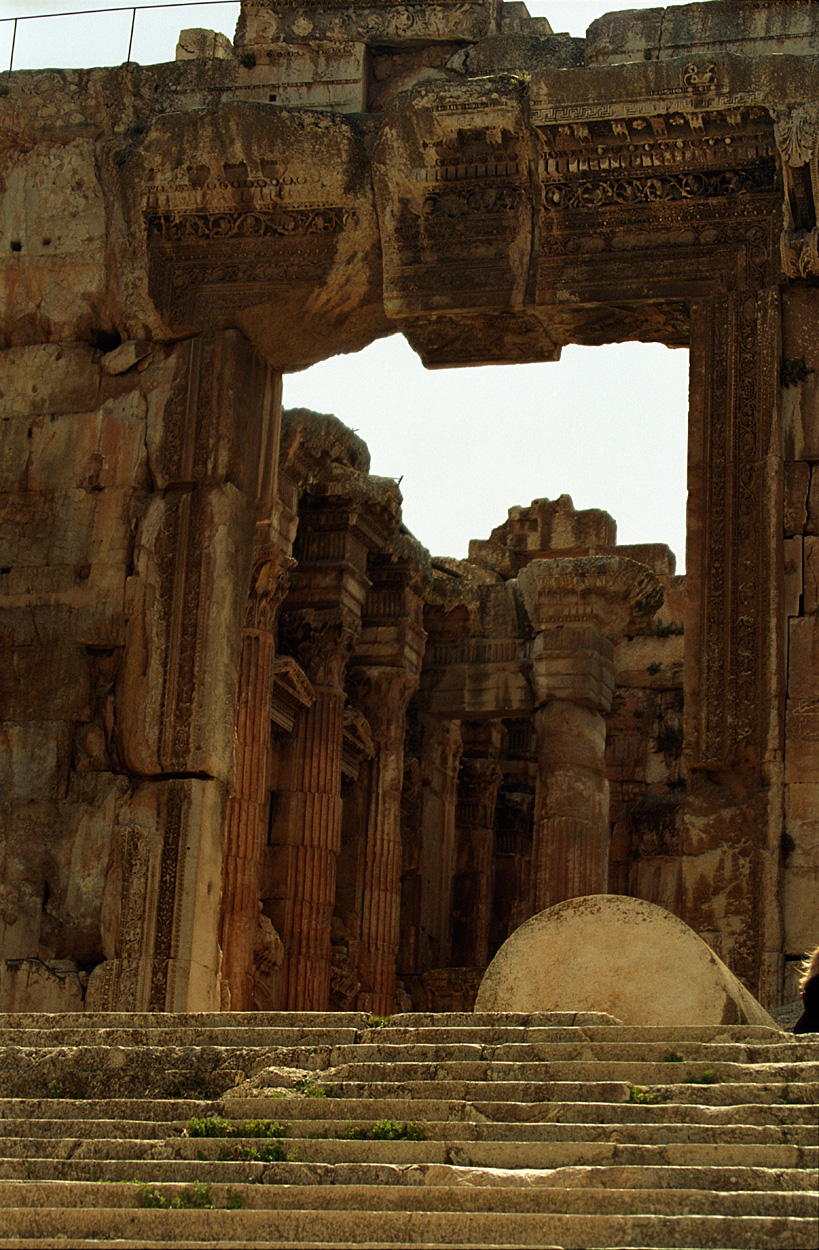
Bacchus-templom: kapu
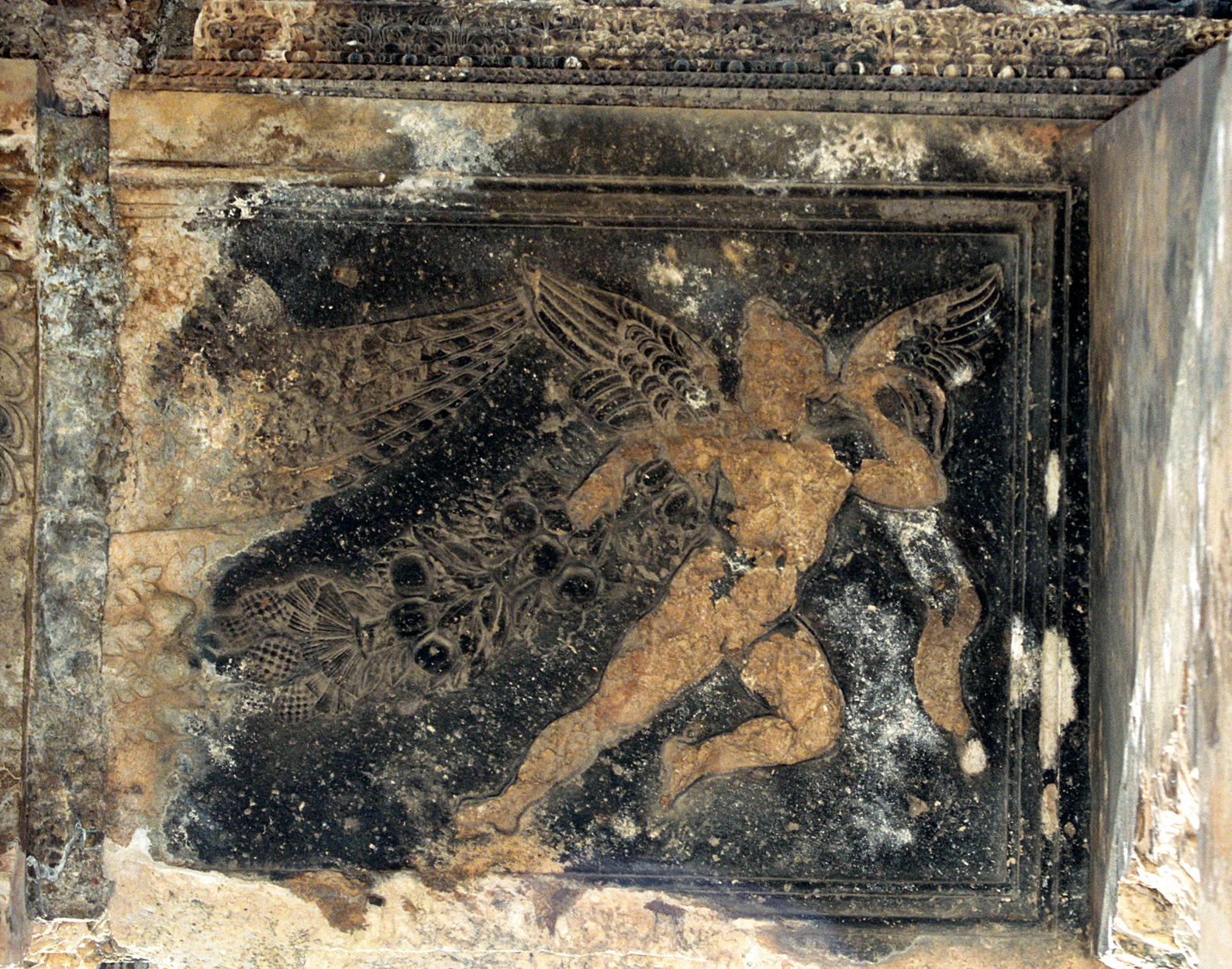
Bacchus-templom: dombormű a bejárat födémén
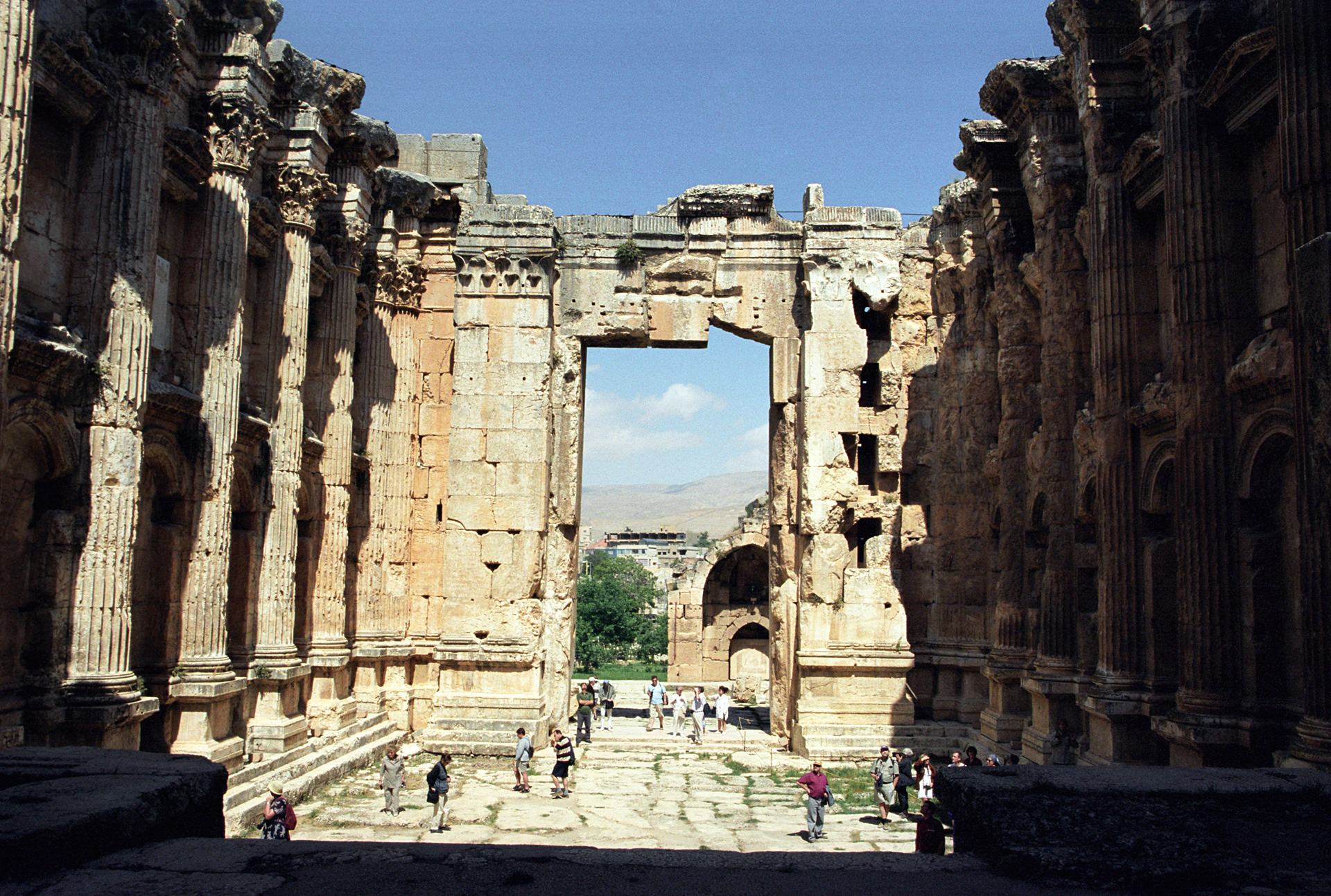
A Bacchus-templom belseje
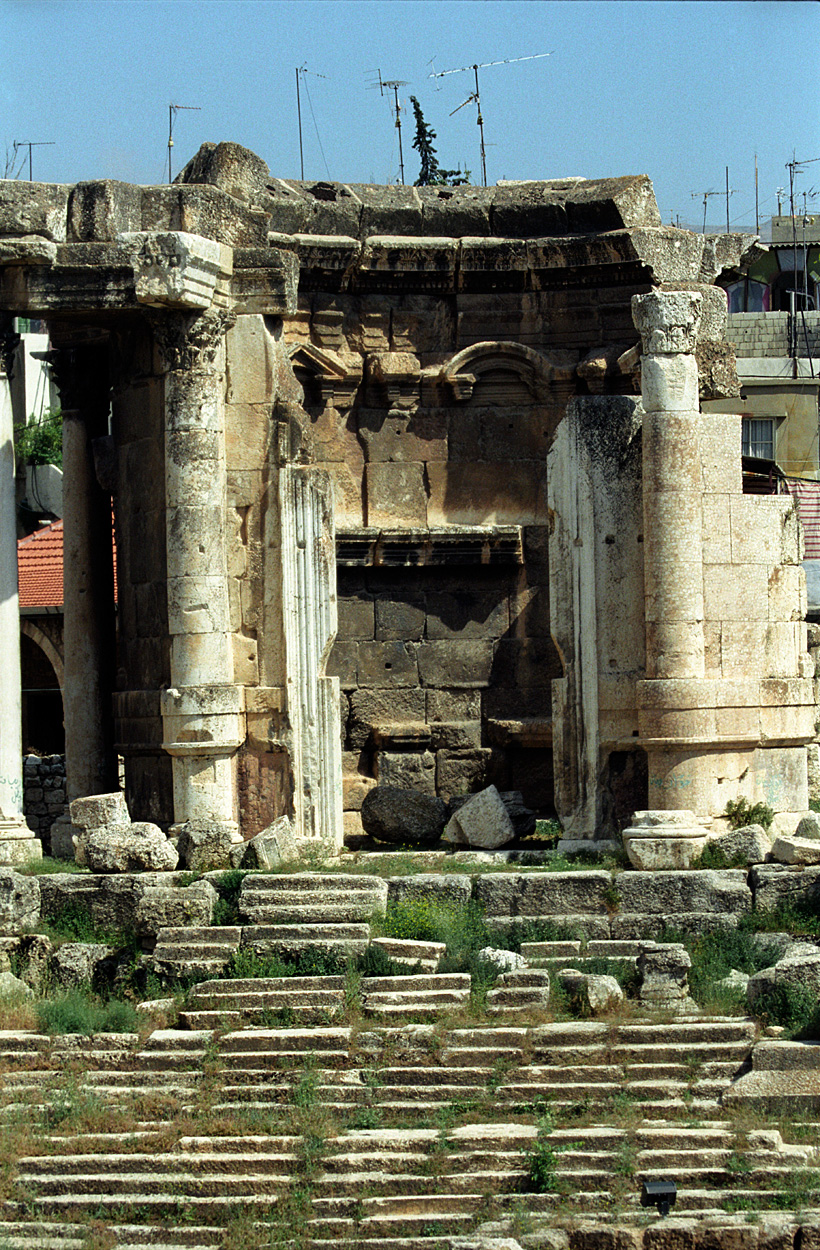
Vénusz-templom
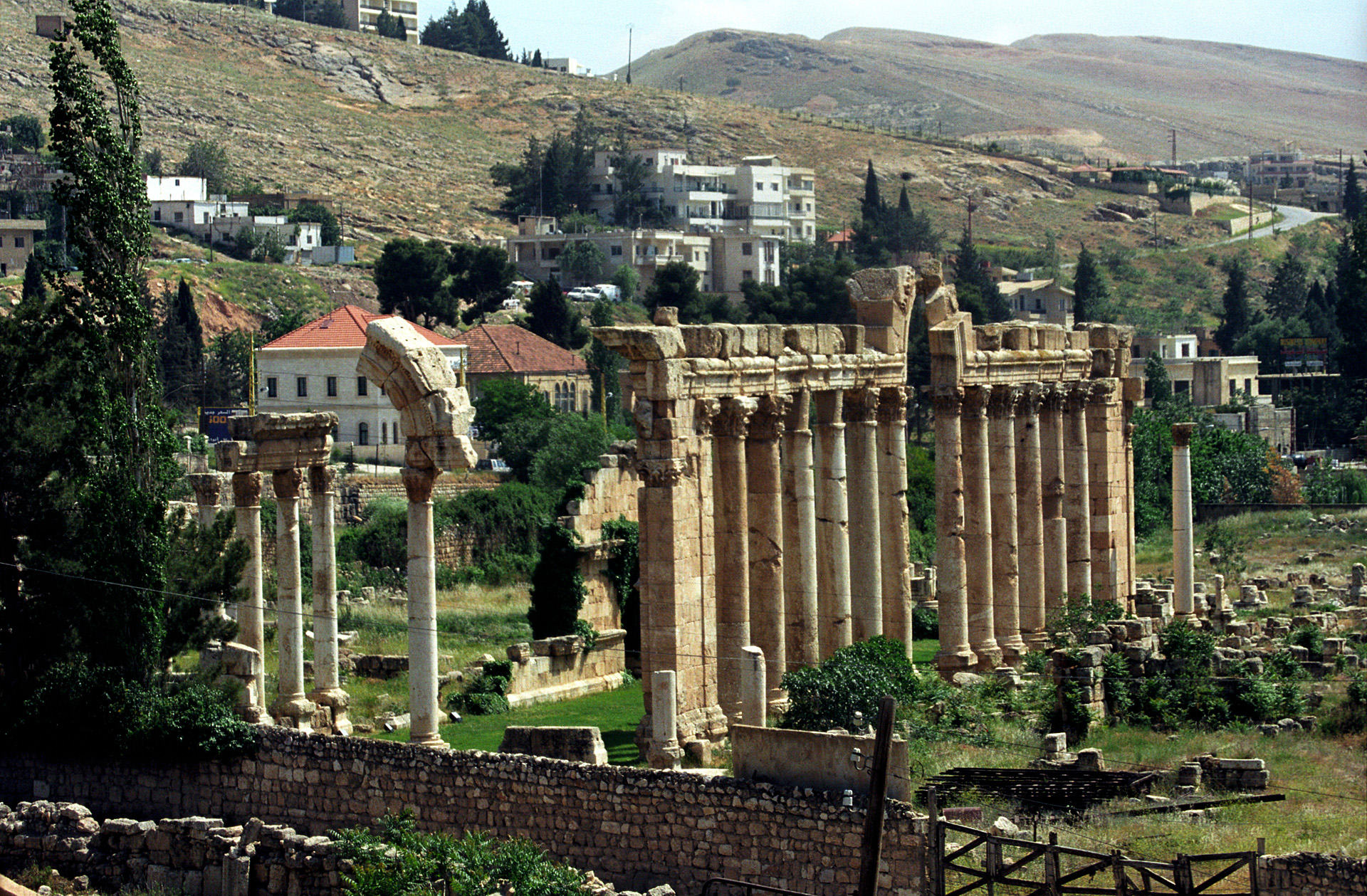
Városkapu
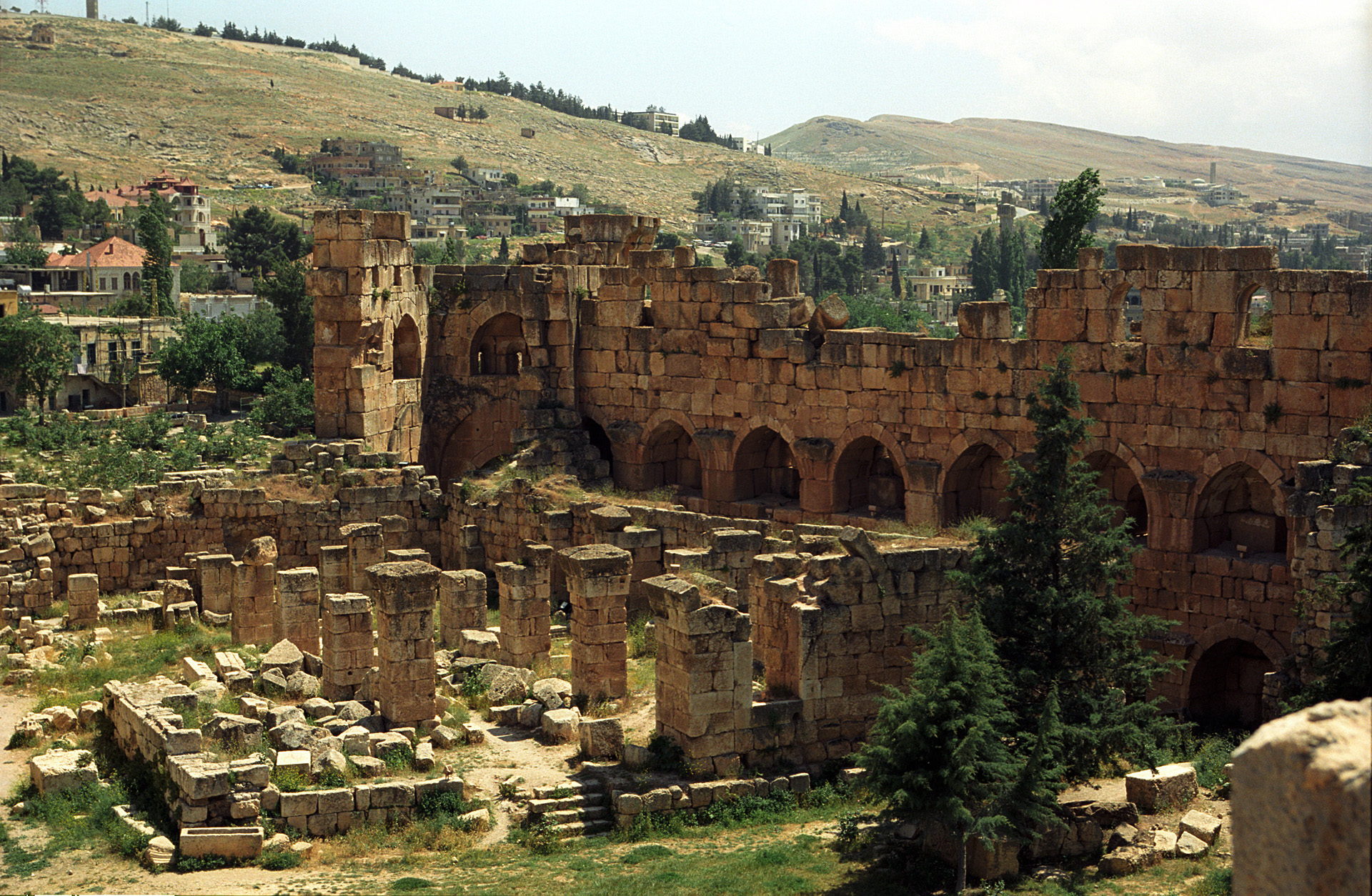
A mecset és az arab citadella maradványai